# Uberlândia
Uberlândia é um município brasileiro no interior do estado de Minas Gerais, na região conhecida como Triângulo Mineiro, Região Sudeste do país. Com 754 954 habitantes, segundo a estimativa populacional de 2024 do Instituto Brasileiro de Geografia e Estatística (IBGE), é o segundo município mais populoso do estado.
Distante 537 quilômetros da capital estadual, Belo Horizonte, a região de Uberlândia era habitada por índios caiapós e bororós até a chegada do bandeirante Bartolomeu Bueno da Silva, em 1632. No final da década de 1880, o município de São Pedro de Uberabinha se emancipou de Uberaba, mas foi apenas em 1929 que a cidade passou a ser chamada de "Uberlândia". Após a emancipação, houve um grande crescimento da área urbana da cidade, sendo que, no início do século XX, a Uberlândia já possuía uma diversificação nos ramos industriais.
O produto interno bruto (PIB) do município é o 27º maior do Brasil, destacando-se na área de prestação de serviços. No turismo, a cidade atrai visitantes com seus diversos atrativos culturais, naturais e arquitetônicos, como o Mercado Municipal, o Parque do Sabiá, Parque Municipal Victorio Siquierolli, Praça Clarimundo Carneiro, Praça Tubal Vilela, Praça da Bicota/Rosário e a famosa Avenida Rondon Pacheco.

## Topônimo
O primeiro nome que a atual cidade de Uberlândia teve foi São Pedro de Uberabinha, denominação recebida quando elevada a distrito de Uberaba em 21 de maio de 1852. Pela Lei Estadual nº 23, de 14 de março de 1891, passou a denominar-se Uberabinha, mesma data de sua instalação. Pela Lei Estadual nº 1.128, de 19 de outubro de 1929, a cidade passou a chamar-se Uberlândia, denominação que permanece até os tempos atuais.
"Uberlândia" é um termo composto por dois termos de origens diferentes: "uber" e "lândia":
- "Uber" provém do latim ("fértil"),[12] apesar de essa etimologia ser disputada;[13]
- "Lândia" provém do alemão land ("terra").[12]

## História

### Origens

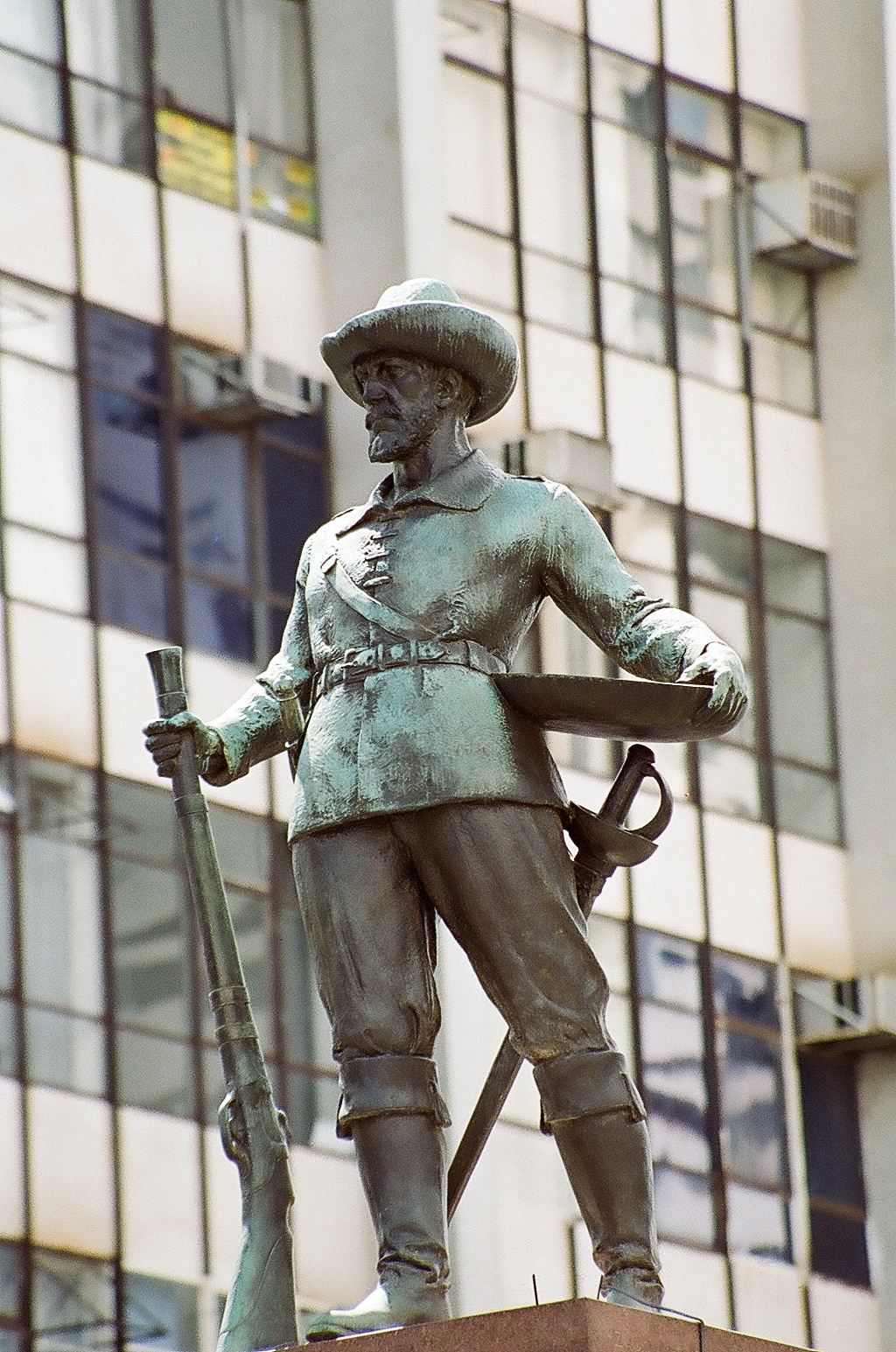
Monumento a Bartolomeu Bueno da Silva, em Goiânia/GO.

O primeiro homem de origem europeia a pisar na região do atual município de Uberlândia, território até então habitado por índios caiapós e bororós, foi o bandeirante Bartolomeu Bueno da Silva, em 1632. A região, então pertencente à Capitania de São Vicente, passou a pertencer à Capitania de Minas Gerais e São Paulo por Carta Régia de 3 de novembro de 1709. João Pereira da Rocha (1818), após o desbravamento da região pelos bandeirantes, fixou-se pela região, demarcando área próxima à Aldeia de Santana (atual Indianópolis). Ali, ele instalou a sede da sesmaria, que denominou Fazenda São Francisco, dando origem ao município. Demarcou, ainda, a Fazenda Letreiro e a do Salto e deu o nome de Ribeirão São Pedro a um curso d'água encontrado. A vinda de João Pereira atraiu muitas outras famílias, inclusive os Carrejos, que, em 1835, adquiriram parte da Fazenda São Francisco e de outras próximas, formando as sedes nas quais se instalaram aqueles irmãos: Olhos d'Água, Lage, Marimbondo e Tenda (a de Felisberto). Felisberto Alves Carrijo que, em 1964, foi legalmente reconhecido como fundador da cidade, era professor com formação adquirida em colégios de missionários. Instalou em sua casa a primeira escola do município e, aos domingos, rezava o terço. Formou um povoado, sendo este, em seguida, denominado como Nossa Senhora do Carmo em homenagem à capela de mesmo nome, inaugurada em 20 de outubro de 1853.
Em 11 de junho de 1857, foram incorporadas, ao patrimônio do povoado, mais doze alqueires doados pela esposa de Luís Alves Pereira, Custódia Fernandes dos Santos e outros cidadãos. Essa área já era habitada por escravos e deu origem ao Bairro Patrimônio, na zona sul, pela Lei Provincial nº 831. Exatamente um mês mais tarde, foi criada a Freguesia de São Pedro de Uberabinha. Em 1861, a Capela de Nossa Senhora do Carmo foi ampliada, tornando-se a Igreja Matriz de Nossa Senhora do Carmo de São Pedro de Uberabinha, que viria a ser demolida em 1943.

### Formação administrativa e política
Através do Decreto nº 51, de 7 de junho de 1888, as freguesias de Santa Maria e São Pedro de Uberabinha foram elevadas à categoria de vila. Dois meses mais tarde, em 31 de agosto daquele ano, foi criado o município de São Pedro de Uberabinha, atual Uberlândia, emancipando-se de Uberaba, pela Lei Provincial nº 4.643. Ao longo dos anos, houve várias alterações na subdivisão distrital. Nos quadros de apuração do recenseamento geral de 1911, o município era constituído dos distritos de Uberabinha (sede) e Santa Maria. Pela Lei Estadual nº 843, de 7 de setembro de 1923, criou-se o distrito de Martinópolis com terras desmembradas do distrito sede. Pelo Decreto-lei Estadual nº 1.058, de 31 de dezembro de 1943, foram criados distritos de Tapuirama e Cruzeiro dos Peixotos. Sob o mesmo decreto-lei estadual o distrito de Santa Maria passou a denominar-se Miraporanga e Martinópolis a chamar-se Martinésia.
Em 14 de março de 1891, foi instalada a Vila de São Pedro de Uberabinha, além de ocorrer a posse do 1º Conselho da Intendência Municipal. A criação da Comarca de São Pedro de Uberabinha ocorreu pela Lei Onze, de 13 de novembro daquele ano. Em 21 de dezembro, instalou-se o Foro Civil do Termo Judiciário de Uberabinha, Comarca de Araguari. Em 7 de março de 1892, aconteceu a posse da primeira Câmara Municipal de São Pedro de Uberabinha, sendo agente executivo Augusto César Ferreira e Souza. Em 22 de março, ocorreu a primeira sessão do júri, sendo presidente do tribunal Duarte Pimentel de Ulhôa - primeiro juiz de direito da comarca - cargo que exerceu de 1892 até 2 de janeiro de 1928, data de seu falecimento.

### Consolidação

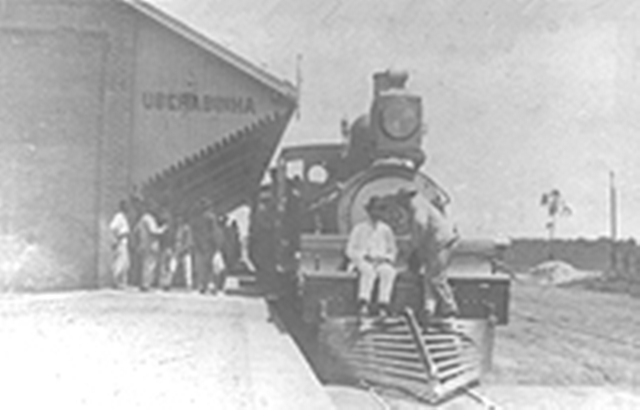
Estação Mogiana de Uberlândia

Após a emancipação de Uberlândia, houve um grande crescimento da área urbana da cidade. Em 1897, foi instalada a primeira escola secundária do município: o Colégio Uberabinhense. Em 7 de janeiro daquele mesmo ano teve início a circulação da folha "A Reforma", o primeiro Jornal da cidade, sendo seu fundador e diretor proprietário o professor João Luiz da Silva. No início do século XX, a cidade já possuía uma diversificação nos ramos industriais, tais como: fábrica de cerveja, sapataria, fábrica de cigarros, ferreiro, marceneiro, selaria, etc. Além dessas indústrias não muito complexas, cuja produção se caracterizava pela fabricação de utensílios domésticos, materiais para construção civil, ferramentas agrícolas, aparatos para montaria etc., existia a indústria agropastoril, que, apesar de rudimentar, foi regulamentada pelo Código de Posturas. A indústria pastoril movimentava-se em torno da criação do gado bovino para consumo interno e criação de suínos para o consumo e exportação para outros municípios e estados.
Nas ruas e avenidas sem pavimentação, trafegavam carroças, charretes e carros de boi, cujo tráfego era regulamentado por legislação. Essa lei regulamentava o emplacamento dos carros, a lotação de passageiros permitida em cada charrete, o valor de cada corrida e prescrevia os cuidados que deveriam ser dispensados no trato com os animais. Além das carroças e charretes, os carros de boi foram um dos mais relevantes e requisitados meios de transporte. Nem com a chegada da Estrada de Ferro Mogiana em Uberabinha, no ano de 1895, esses meios perderam a sua importância, pois o comércio entre essa cidade e os locais por onde não passavam os trilhos de ferro, era realizado o transporte das mercadorias via carros de boi. Para as compras de poucas mercadorias, visitas e em muitas outras atividades, o cavalo era utilizado como meio de transporte.

### Século XX

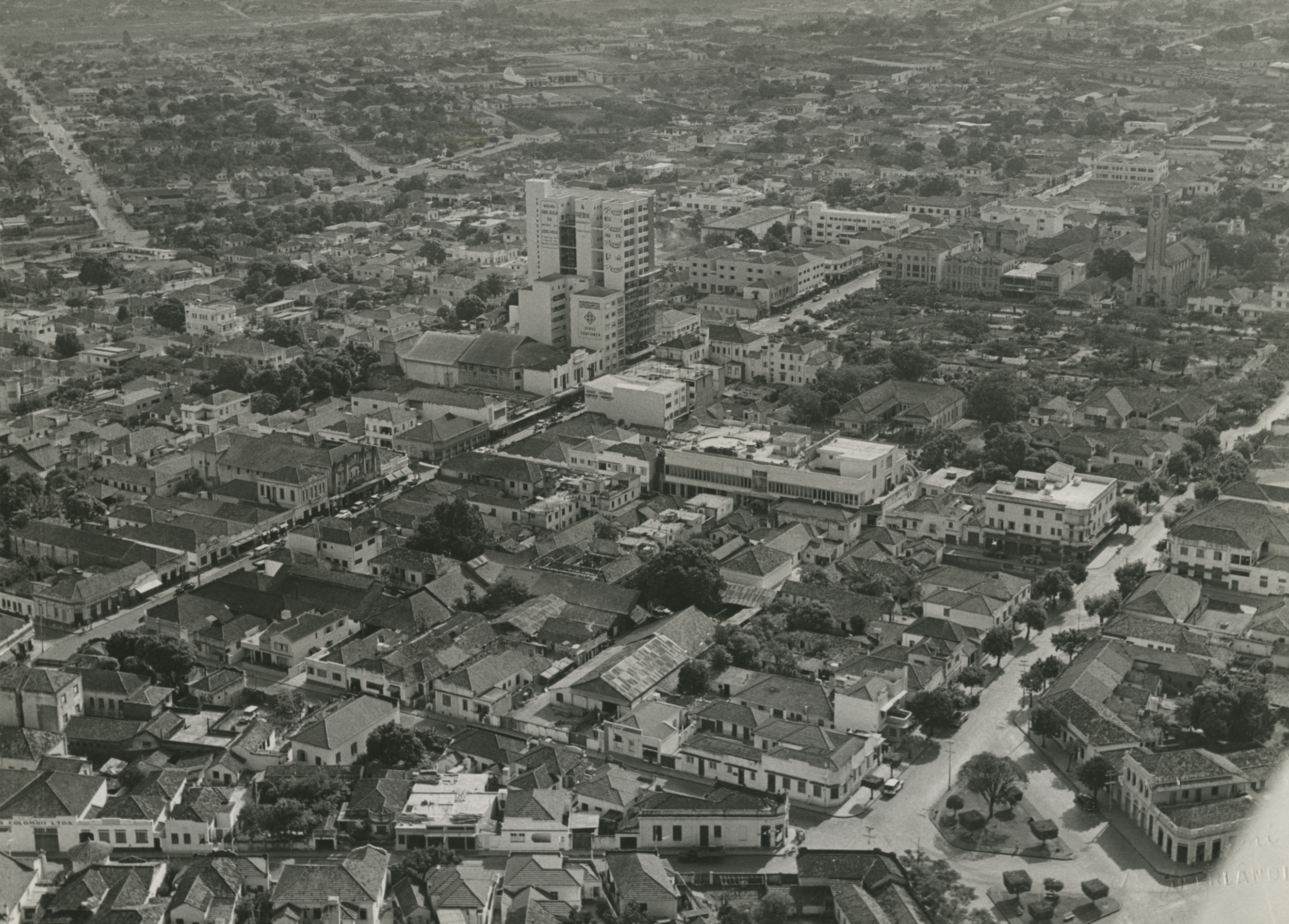
Uberlândia, setembro de 1969. Arquivo Nacional.

Até o ano de 1908, as atividades sociais da população se baseavam nas comemorações religiosas e também dos sacramentos, como ir à missa aos domingos, participar dos batizados, casamentos, organizar e frequentar as quermesses, que ajudavam a botar os fiéis em dia com os seus deveres religiosos e para estreitar o convívio. Também ocorriam apresentações de bandas de músicas aos domingos. Além dessas atividades, parte da população se divertia também realizando e participando de concursos de beleza. Existiam também casas de jogos, que eram chamadas de casas de tavolagem, também considerados espaços de interação.
Com o desenvolvimento demográfico da cidade, houve necessidade de investir na infraestrutura municipal e na área da cultura. Ao longo de todo o século XX, foram criados cerca de dez cinemas em Uberlândia. Ainda foram inauguradas diversas casas de diversão, os teatros e a Casa da Cultura, que é uma instituição que abriga acervos culturais do município, inaugurada em 2008. Sua sede está situada em um prédio que foi construído entre 1922 e 1924 com a meta de se tornar residência de Eduardo Marquez, intendente municipal entre 1923 a 1926.

## Geografia

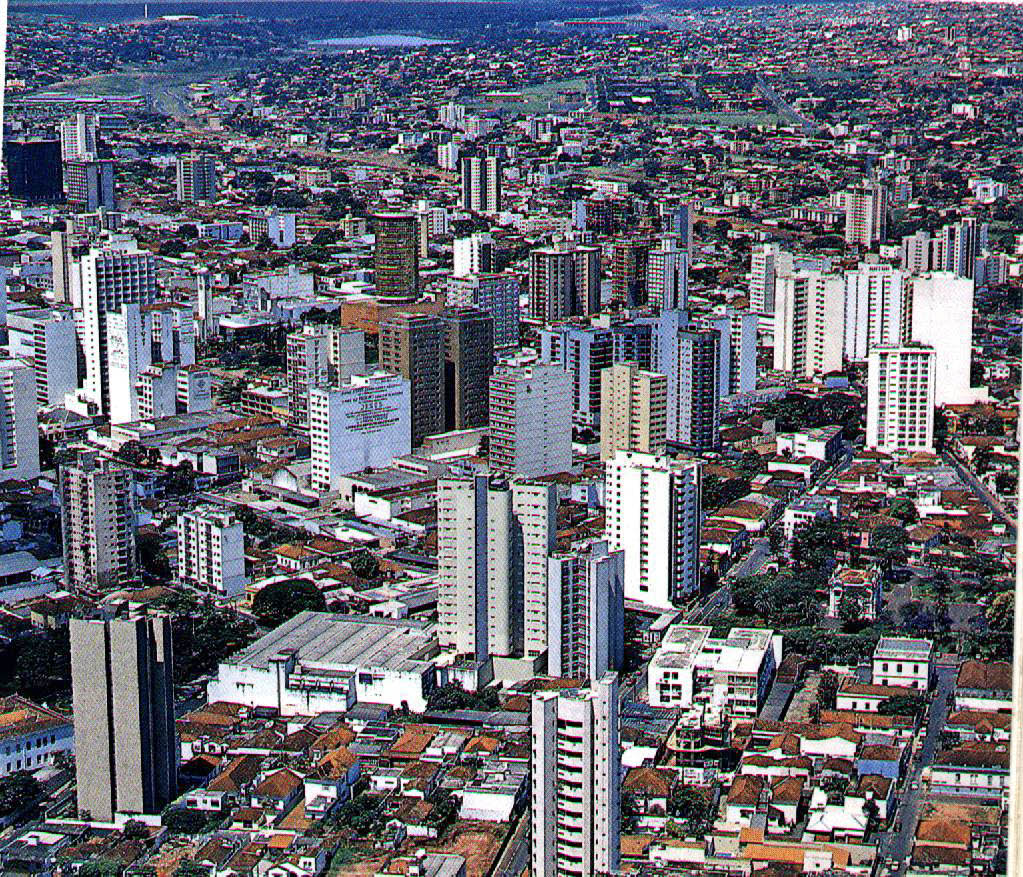
Fotografia aérea da região central da cidade em 2006

A área do município é de 4.115,82 km², representando 0,7017 % do estado, 0,4452 % da Região Sudeste e 0,0484 % de todo o território brasileiro. Desse total 135,3492 km² estão em perímetro urbano.
Uberlândia tem a altitude média de 887 m. O ponto culminante do município está localizado na cabeceira do Córrego Cachoeirinha, que mede 930 m. A altitude mínima se encontra na foz do Rio Uberabinha, com 622 m. A sede municipal se encontra em altitude de 863,18 m. O município de Uberlândia está situado no domínio dos Planaltos e Chapadas da Bacia Sedimentar do Paraná, estando inserido na sub-unidade do Planalto Meridional da Bacia do Paraná. Possui relevo típico de chapada (suavemente ondulado sobre formações sedimentares, apresentando vales espaçados e raros). Nesse conjunto a vegetação característica é o cerrado e suas variáveis. Os solos são ácidos e pouco férteis. Cerca de 70% do território uberlandense é de terras onduladas e nos 30% restantes o terreno é planificado.

### Hidrografia

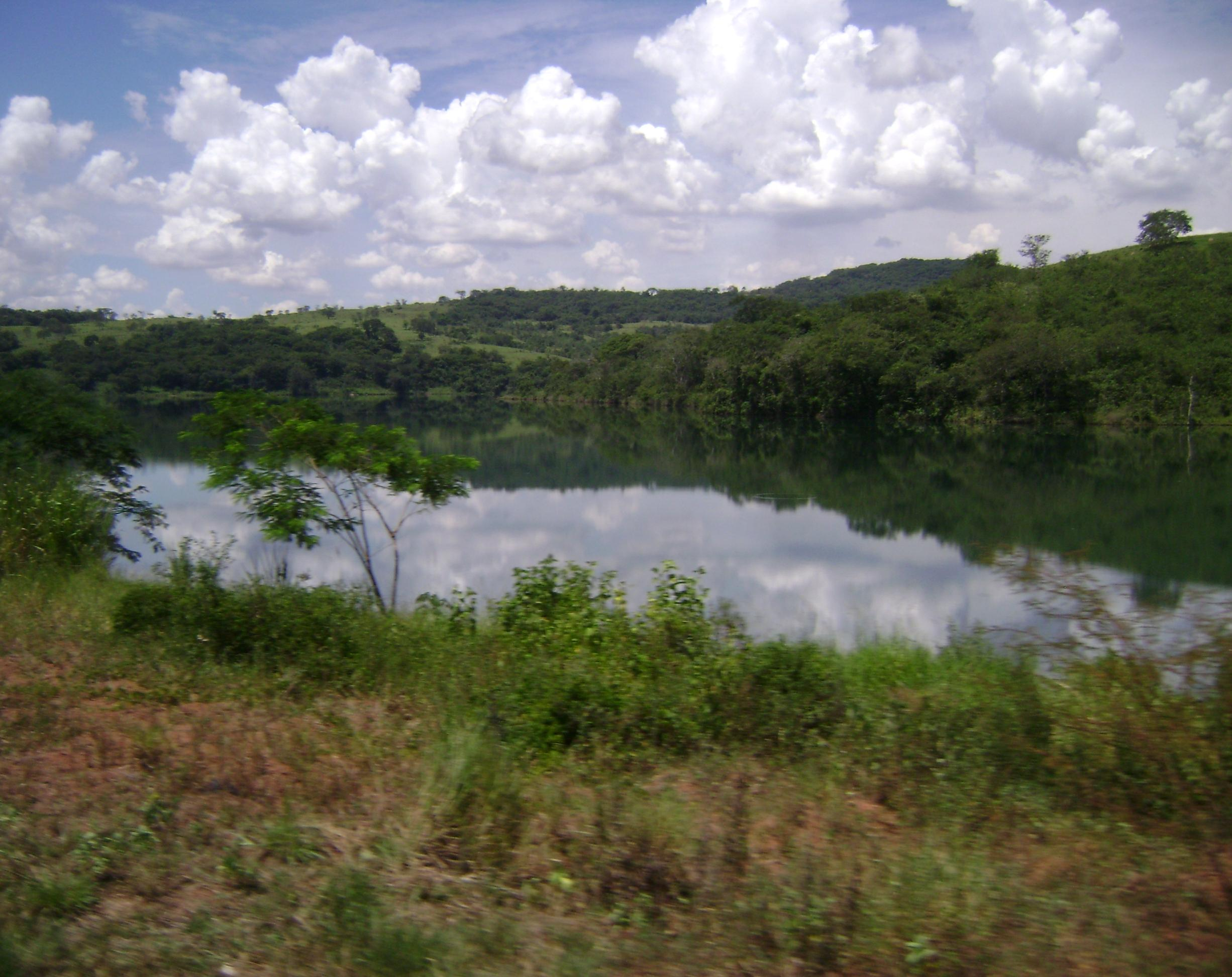
Rio Araguari visto da BR-050.

Uberlândia está localizada junto à bacia do rio Paranaíba, tendo em seu território várias sub-bacias de pequenos e médios córregos com papéis importantes em sua configuração. É drenado pela bacia hidrográfica do Rio Tejuco (o segundo maior afluente do rio Paranaíba), com sua bacia a sul e sudoeste do município, que possui como principais afluentes os Ribeirões Babilônia, Douradinho e Estiva, o Rio Cabaçal, estes localizados na zona rural, e o Rio Araguari. A bacia do Araguari abrange a porção leste do município. Seu principal afluente, na área do município, é o rio Uberabinha, que passa dentro do perímetro urbano. Há exploração do potencial hidrelétrico desse rio, a qual vêm ocorrendo através do funcionamento das usinas hidroelétricas de Nova Ponte, de Miranda e Amador Aguiar I e II.
O Rio Uberabinha, integrante da bacia do Rio Araguari, possui grande relevância para a cidade, constituindo-se em conjunto com seus afluentes, no manancial usado para o abastecimento de água para a população. Os principais afluentes do Araguari estão na zona rural, que são os Ribeirões Beija-Flor, Rio das Pedras e o Ribeirão Bom Jardim, outro importante manancial para o abastecimento do município. Na zona urbana o Rio Uberabinha tem afluentes menores, como os córregos Cajubá, Tabocas, São Pedro (totalmente canalizados), Vinhedo, Lagoinha, Liso, do Salto, Guaribas, Bons Olhos, do Óleo, Cavalo, dentre outros.

### Ecologia e meio ambiente

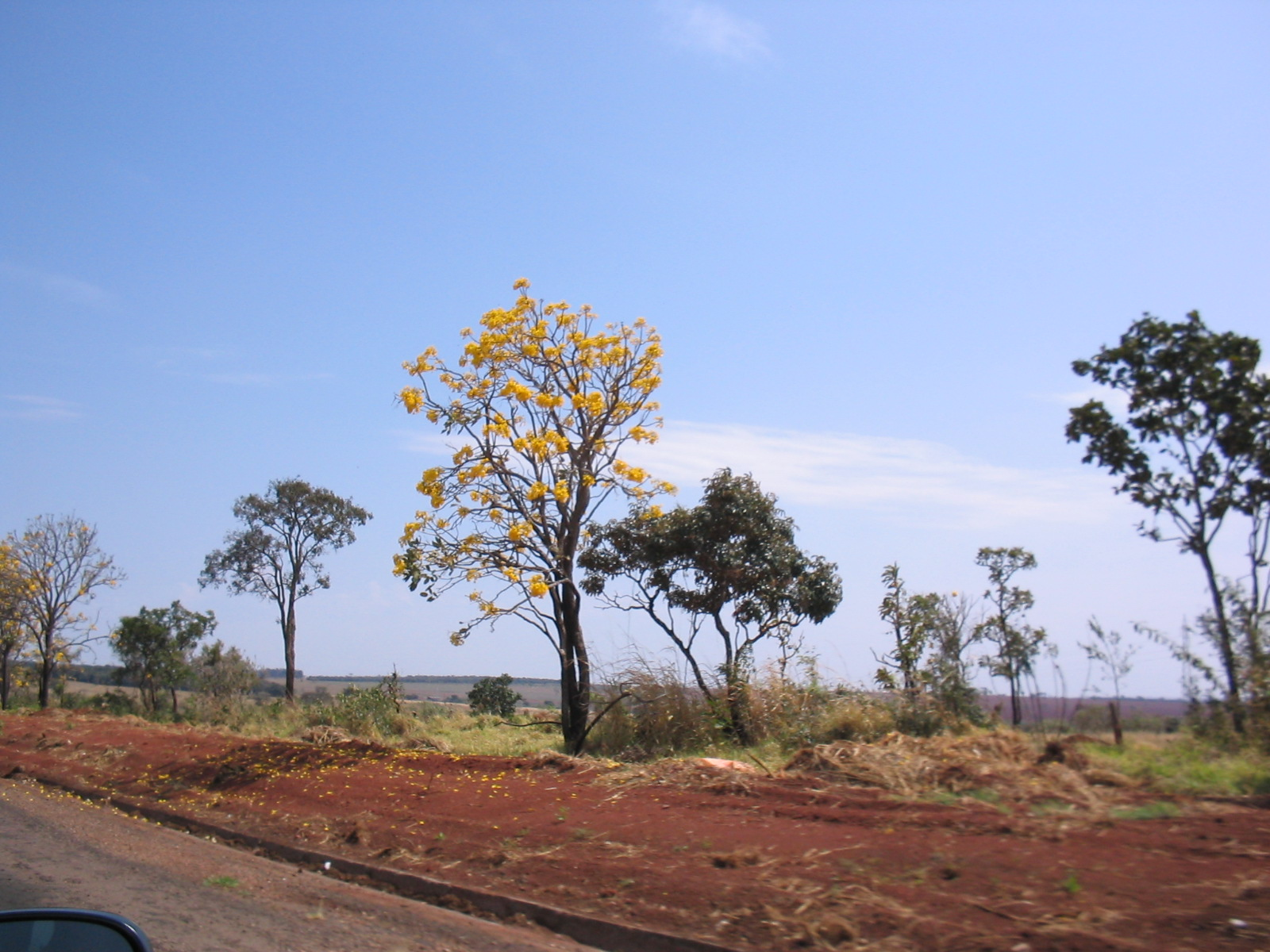
Cerrado nos arredores da cidade.

A vegetação predominante do município é o cerrado e suas variáveis como  veredas, campos limpos, campos sujos ou cerradinhos, cerradões, matas de várzea, matas de galeria ou ciliares e matas mesofíticas. Apenas na parte oeste do município, em locais onde a altitude varia de 700 a 850 m, os solos são mais rasos com baixa fertilidade e a vegetação predominante é a mata subcaducifólia.
A cidade conta com onze áreas protegidas pela legislação ambiental, as chamadas Unidades de Conservação que contam com a presença de mata ciliar às margens dos cursos d’água (rios, ribeirões, córregos, etc), que protegem suas águas contra o assoreamento e suas vertentes contra erosão, colaborando para preservação da fauna e da flora do Cerrado.
Também com o objetivo de preservar o meio ambiente, a prefeitura organiza anualmente, em junho, desde 2007, a Semana do Meio Ambiente, que conta com a participação média de aproximadamente 1.500 pessoas. São realizadas palestras, oficinas e visitas monitoradas.
A cidade de Uberlândia também conta com várias outras áreas verdes como:

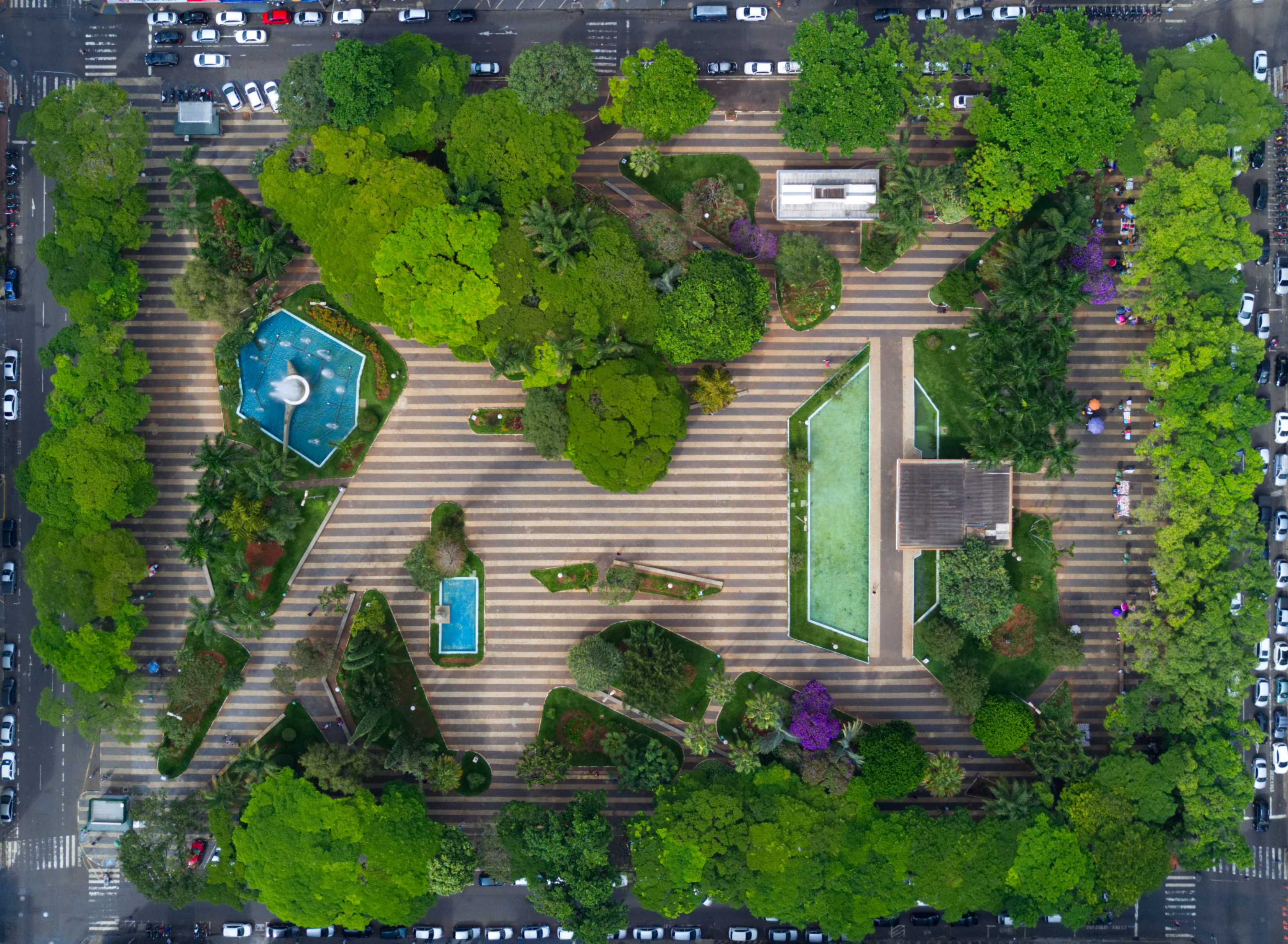
Praça Tubal Vilela

- Parque do Sabiá: É um parque/zoológico administrado pela FUTEL (Fundação Uberlandense de Turismo, Esporte e Lazer), localizado no bairro Tibery, Zona Leste da cidade. É um complexo verde composto por Zoológico com animais em cativeiro de dezenas de espécies; Sete lagos que formam uma grande Lagoa; Aquário, que comporta 36 aquários e 36 espécies diferentes de peixes; Pista de Cooper de 5.100 metros de extensão; além de outros atrativos.[8]
- Parque Municipal Victorio Siquierolli: Está localizado na Zona Norte de Uberlândia, sendo onde encontram-se legítimos exemplos da vegetação do cerrado, com suas árvores de folhas coreáceas, troncos retorcidos e cascudos, flores coloridas e frutos agrestes, além de um espaço com brinquedos para crianças e museu de biodiversidade do cerrado. Conta com área total de 232 300 metros quadrados e fica entre os bairros Jardim América II, Residencial Gramado, Nossa Senhora das Graças e Cruzeiro do Sul.[10]
- Além da Praça Tubal Vilela, Praça Clarimundo Carneiro, Praça Sérgio Pacheco e Praça da Bicota (Praça Rui Barbosa), que são pontos turísticos e importantes da cidade.

### Clima
| Maiores acumulados de precipitação em 24 horas registrados em Uberlândia (UFU) por meses (INMET) | Maiores acumulados de precipitação em 24 horas registrados em Uberlândia (UFU) por meses (INMET) | Maiores acumulados de precipitação em 24 horas registrados em Uberlândia (UFU) por meses (INMET) | Maiores acumulados de precipitação em 24 horas registrados em Uberlândia (UFU) por meses (INMET) | Maiores acumulados de precipitação em 24 horas registrados em Uberlândia (UFU) por meses (INMET) | Maiores acumulados de precipitação em 24 horas registrados em Uberlândia (UFU) por meses (INMET) |
| Mês                                                                                              | Acumulado                                                                                        | Data                                                                                             | Mês                                                                                              | Acumulado                                                                                        | Data                                                                                             |
| ------------------------------------------------------------------------------------------------ | ------------------------------------------------------------------------------------------------ | ------------------------------------------------------------------------------------------------ | ------------------------------------------------------------------------------------------------ | ------------------------------------------------------------------------------------------------ | ------------------------------------------------------------------------------------------------ |
| Janeiro                                                                                          | 126,8 mm                                                                                         | 19/01/1983                                                                                       | Julho                                                                                            | 43,3 mm                                                                                          | 20/07/1983                                                                                       |
| Fevereiro                                                                                        | 88,2 mm                                                                                          | 08/02/1995                                                                                       | Agosto                                                                                           | 44,5 mm                                                                                          | 09/08/1998                                                                                       |
| Março                                                                                            | 96,6 mm                                                                                          | 15/03/1997                                                                                       | Setembro                                                                                         | 77,6 mm                                                                                          | 23/09/2006                                                                                       |
| Abril                                                                                            | 69 mm                                                                                            | 06/04/1991                                                                                       | Outubro                                                                                          | 82,4 mm                                                                                          | 18/10/2006                                                                                       |
| Maio                                                                                             | 78,6 mm                                                                                          | 30/05/2013                                                                                       | Novembro                                                                                         | 129,8 mm                                                                                         | 09/11/1999                                                                                       |
| Junho                                                                                            | 56 mm                                                                                            | 06/06/1997                                                                                       | Dezembro                                                                                         | 157,8 mm                                                                                         | 12/12/1986                                                                                       |
| Período: 01/12/1980 a 30/11/1984 e 01/01/1986-presente                                           |                                                                                                  |                                                                                                  |                                                                                                  |                                                                                                  |                                                                                                  |

O clima de Uberlândia é caracterizado como tropical, com diminuição de chuvas no inverno e temperatura média compensada anual em torno de 22 °C. Outono e primavera são estações de transição. O índice pluviométrico é pouco superior a 1 600 milímetros (mm), concentrando-se nos meses de verão. As precipitações caem sob a forma de chuva, podendo em algumas ocasiões ocorrer granizo. Por outro lado, na estação seca é comum o município registrar índices de umidade relativa do ar críticos, algumas vezes abaixo de 20%, sendo que abaixo de 30% já é considerado estado de atenção.
Segundo dados da estação meteorológica do Instituto Nacional de Meteorologia (INMET), localizada dentro da Universidade Federal de Uberlândia (UFU), com dados referentes ao período de 1980 a 1984 e a partir de 1986, a menor temperatura registrada na cidade foi de 1 °C em 21 de julho de 1981 e a maior atingiu 38,5 °C em 7 de outubro de 2020. O maior acumulado de precipitação em 24 horas chegou a 157,8 mm em 12 de dezembro de 1986. Outros grandes acumulados iguais ou superiores a 100 mm foram: 129,8 mm em 9 de novembro de 1999, 126,8 mm em 19 de janeiro de 1983, 116,8 mm em 20 de dezembro de 2007, 106,2 mm em 15 de janeiro de 2002 e 105,8 mm em 1° de dezembro de 1980.
| Dados climatológicos para Uberlândia                                                                                     | Dados climatológicos para Uberlândia | Dados climatológicos para Uberlândia | Dados climatológicos para Uberlândia | Dados climatológicos para Uberlândia | Dados climatológicos para Uberlândia | Dados climatológicos para Uberlândia | Dados climatológicos para Uberlândia | Dados climatológicos para Uberlândia | Dados climatológicos para Uberlândia | Dados climatológicos para Uberlândia | Dados climatológicos para Uberlândia | Dados climatológicos para Uberlândia | Dados climatológicos para Uberlândia |
| Mês | Jan                                  | Fev                                  | Mar                                  | Abr                                  | Mai                                  | Jun                                  | Jul                                  | Ago                                  | Set                                  | Out                                  | Nov                                  | Dez                                  | Ano                                  |
| --- | ------------------------------------ | ------------------------------------ | ------------------------------------ | ------------------------------------ | ------------------------------------ | ------------------------------------ | ------------------------------------ | ------------------------------------ | ------------------------------------ | ------------------------------------ | ------------------------------------ | ------------------------------------ | ------------------------------------ |
| Temperatura máxima recorde (°C)                                                                                          | 35,2                                 | 35                                   | 34                                   | 33,9                                 | 32,2                                 | 31,3                                 | 32,1                                 | 36                                   | 38                                   | 38,5                                 | 37,5                                 | 35,4                                 | 38,5                                 |
| Temperatura máxima média (°C)                                                                                            | 29,4                                 | 29,9                                 | 29,5                                 | 29,2                                 | 27,5                                 | 26,8                                 | 27                                   | 29,3                                 | 30,6                                 | 30,8                                 | 29,6                                 | 29,1                                 | 29,1                                 |
| Temperatura média compensada (°C)                                                                                        | 23,6                                 | 23,7                                 | 23,4                                 | 22,8                                 | 20,6                                 | 19,3                                 | 19,2                                 | 21,2                                 | 23,2                                 | 23,8                                 | 23,5                                 | 23,2                                 | 22,3                                 |
| Temperatura mínima média (°C)                                                                                            | 19,6                                 | 19,5                                 | 19,4                                 | 18,2                                 | 15,7                                 | 14,3                                 | 13,9                                 | 15,3                                 | 17,5                                 | 18,7                                 | 19,1                                 | 19,2                                 | 17,5                                 |
| Temperatura mínima recorde (°C)                                                                                          | 15,8                                 | 15,2                                 | 11,2                                 | 8                                    | 5,6                                  | 1,1                                  | 1                                    | 4,6                                  | 5                                    | 10                                   | 12                                   | 13,8                                 | 1                                    |
| Precipitação (mm) | 299                                  | 201,8                                | 225,5                                | 83,1                                 | 33,9                                 | 19,2                                 | 7,8                                  | 15,3                                 | 46,4                                 | 116,3                                | 215,1                                | 342,7                                | 1 606,1                              |
| Dias com precipitação (≥ 1 mm)                                                                                           | 17                                   | 15                                   | 14                                   | 7                                    | 3                                    | 1                                    | 1                                    | 2                                    | 5                                    | 9                                    | 13                                   | 19                                   | 106                                  |
| Umidade relativa compensada (%)                                                                                          | 78,8                                 | 77,2                                 | 78,9                                 | 73,9                                 | 70,9                                 | 68,1                                 | 61,9                                 | 56,3                                 | 58,7                                 | 66,9                                 | 74                                   | 79,5                                 | 70,4                                 |
| Insolação (h) | 167,5                                | 167,5                                | 171,2                                | 211,7                                | 233,2                                | 223,6                                | 243,9                                | 243,3                                | 203,7                                | 195,4                                | 176,8                                | 145,2                                | 2 373                                |
| Fonte: INMET (normal climatológica de 1981-2010; recordes de temperatura: 01/12/1980 a 30/11/1984 e 01/01/1986-presente) |                                      |                                      |                                      |                                      |                                      |                                      |                                      |                                      |                                      |                                      |                                      |                                      |                                      |

## Demografia
No censo demográfico de 2022 feito pelo Instituto Brasileiro de Geografia e Estatística (IBGE), a população do município era de 713 224 habitantes, apresentando uma densidade populacional de 173,31 hab./km². Em 2024 sua população foi estimada em 754 954 habitantes
Segundo o censo demográfico de 2010, 48,83% da população eram homens (294.914 habitantes), 51,17% (309 099 habitantes) mulheres, 97,23% (587 266 habitantes) vivia na zona urbana e 2,77% (16 747 habitantes) na zona rural.
O Índice de Desenvolvimento Humano Municipal (IDH-M) de Uberlândia é considerado elevado pelo Programa das Nações Unidas para o Desenvolvimento (PNUD). Seu valor é de 0,789, sendo o terceiro maior de todo estado de Minas Gerais (em 853), o 41° de toda a Região Sudeste do Brasil (em 1666 municípios) e o 123° de todo o Brasil (entre 5.507 municípios). No ano de 2010, considerando apenas a educação, o valor do índice é de 0,716, enquanto o do Brasil é 0,849. O índice de longevidade é de 0,885 (o brasileiro é 0,787) e o de renda é de 0,776 (o do Brasil é 0,723). A cidade possui todos os indicadores elevados e acima da média nacional segundo o PNUD. A renda per capita é de 22 926,50 reais. Seu Índice de Gini é de 0,39, sendo que 1,00 é o pior número e 0,00 é o melhor. A incidência da pobreza, medida pelo IBGE, é de 0,41%; o limite inferior da incidência de pobreza é de 6,00%, o superior é de 6,00% e a incidência da pobreza subjetiva é de 9,79%. No ano de 2010, a população uberlandense era composta por 337.042 brancos (55,801%); 50.271 pretos (8,323%); 208.945 pardos (34,593%); 6.796 amarelos (1,125%); 926 indígenas (0,153%); além dos 33 sem declaração (0,005%).

### Religião

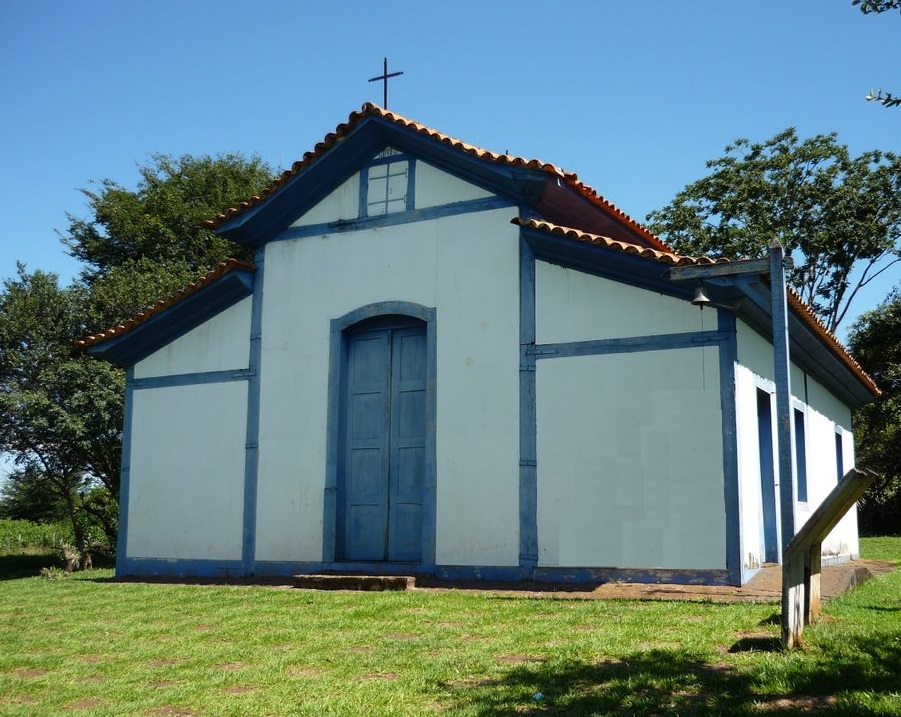
Igreja no centro do distrito Miraporanga

Tal como a variedade cultural em Uberlândia, são diversas as manifestações religiosas presentes na cidade. Embora tenha se desenvolvido sobre uma matriz social eminentemente católica é possível encontrar atualmente na cidade dezenas de denominações protestantes diferentes. Além disso o crescimento dos sem-religião também vem sido notado, chegando a quase 9% da população.
A cidade de Uberlândia está localizada no país mais católico do mundo em números absolutos. A Igreja Católica teve seu estatuto jurídico reconhecido pelo governo federal em outubro de 2009, ainda que o Brasil seja atualmente um estado oficialmente laico. A cidade possui os mais diversos credos protestantes ou reformados, como por exemplo a Assembleia de Deus.
De acordo com dados do censo de 2010, realizado pelo IBGE, a população de Uberlândia é composta por: Católicos (54,58%), evangélicos (25,16%), pessoas sem religião (8,36%), espíritas (7,4%) e 4,5% estão divididas entre outras religiões. Segundo o censo brasileiro de 2022, a composição religiosa da cidade era de 48,49% católicos, 28,54% evangélicos ou protestantes, 5,98% espíritas, 1,04% umbandistas ou candomblecistas, 0,01% religião tradicional, 5,92% outras religiões, 9,85% irreligiosos, 0,02% desconhecidos e 0,15% não declarados.

## Política

### Administração

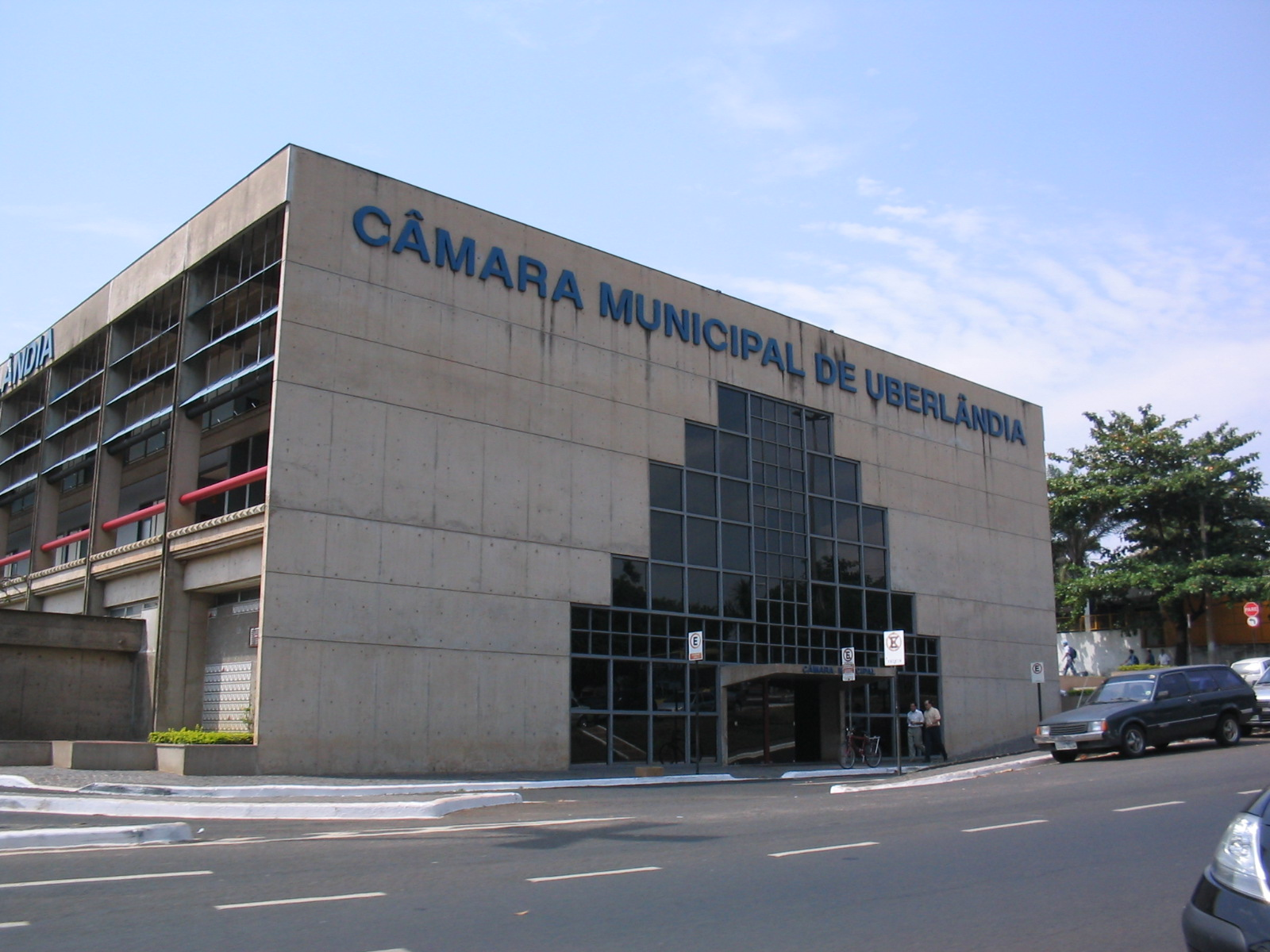
Sede da Câmara Municipal de Uberlândia, na Avenida João Naves de Ávila, no bairro Santa Mônica, zona leste da cidade.

De acordo com a Constituição de 1988, Uberlândia está localizada em uma república federativa presidencialista. Foi inspirada no modelo estadunidense, no entanto, o sistema legal brasileiro segue a tradição romano-germânica do Direito positivo. A administração municipal se dá pelo poder executivo e pelo poder legislativo.
Antes de 1930 os municípios eram dirigidos pelos presidentes das câmaras municipais, também chamados de agentes executivos ou intendentes. Somente após a Revolução de 1930 é que foram separados os poderes municipais em executivo e legislativo. O primeiro intendente do município foi Antônio Alves dos Santos e o primeiro líder do poder executivo e prefeito do município foi Lúcio Libânio. Em vinte e nove mandatos, 25 prefeitos passaram pela prefeitura de Uberlândia, além dos dez agentes executivos. Em 2016, o prefeito eleito nas eleições municipais no Brasil foi Odelmo Leão, do Partido Progressista (PP), sendo eleito com 72,05% dos votos válidos.
O Poder legislativo é constituído pela câmara, composta por 21 vereadores eleitos para mandatos de quatro anos (em observância ao disposto no artigo 29 da Constituição) e está composta da seguinte forma: quatro cadeiras do Partido Progressista (PP); três cadeiras do Partido dos Trabalhadores (PT); três cadeiras do Partido da Social Democracia Brasileira (PSDB); duas cadeiras do Partido Democrático Trabalhista (PDT); duas cadeiras do Partido Social Cristão (PSC); uma cadeira do Partido Socialista Brasileiro (PSB); uma do Partido da República (PR); uma do Partido Social Democrata Cristão (PSDC); uma do Partido Social Liberal (PSL); uma do Partido do Movimento Democrático Brasileiro (PMDB); uma do Democratas (DEM); e uma do Partido Popular Socialista (PPS). Cabe à casa elaborar e votar leis fundamentais à administração e ao Executivo, especialmente o orçamento participativo (Lei de Diretrizes Orçamentárias). O município de Uberlândia se rege por leis orgânicas. A cidade é ainda a sede de uma Comarca. De acordo com o TRE-MG (Tribunal Regional Eleitoral de Minas Gerais), o município possuía em 2006 373 744 eleitores.

### Cidades irmãs
Cidades-irmãs é uma iniciativa do Núcleo das Relações Internacionais, que busca a integração entre a cidade e demais municípios nacionais e estrangeiros. A integração entre os municípios é firmada por meio de convênios de cooperação, que têm o objetivo de assegurar a manutenção da paz entre os povos, baseada na fraternidade, felicidade, amizade e respeito recíproco entre as nações. As cidades irmãs de Uberlândia são:
- Rondonópolis, no Brasil.
- Heze, na China.[57]

## Subdivisões

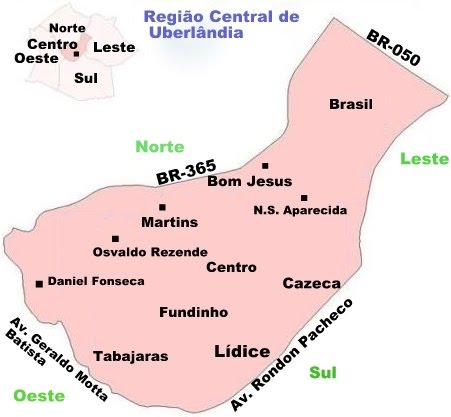
Mapa dos bairros da região central de Uberlândia

Quando emancipada, Uberlândia constituía-se apenas de dois distritos: São Pedro de Uberabinha (Sede) e Santa Maria (atual Miraporanga), oficializados pela lei provincial 3 643, de 31 de agosto de 1888, que declarou a elevação de Uberlândia à categoria de município. Atualmente está, oficialmente, subdividida em cinco distritos. São eles: Cruzeiro dos Peixotos, Martinésia, Miraporanga, a Sede e Tapuirama. A última alteração distrital foi feita a partir do decreto-lei estadual 1 058, de 16 de dezembro de 1943, quando foram criados os distritos de Tapuirama e Cruzeiro dos Peixotos, anexados ao município de Uberlândia.
O município também é subdividido em cinco regiões, denominadas pela prefeitura de setores. São elas: Região Central, Zona Leste, Zona Oeste, Zona Norte e Zona Sul. A cidade também se subdivide em cerca de 160 bairros. Entretanto, com o objetivo de reduzir esse grande número, a prefeitura vem organizando, desde a década de 1980, o projeto "Bairros Integrados", que visa à união de diversos bairros da cidade através de um estudo detalhado da atual malha urbana. A meta é reduzir o número de bairros para apenas oitenta.

## Economia

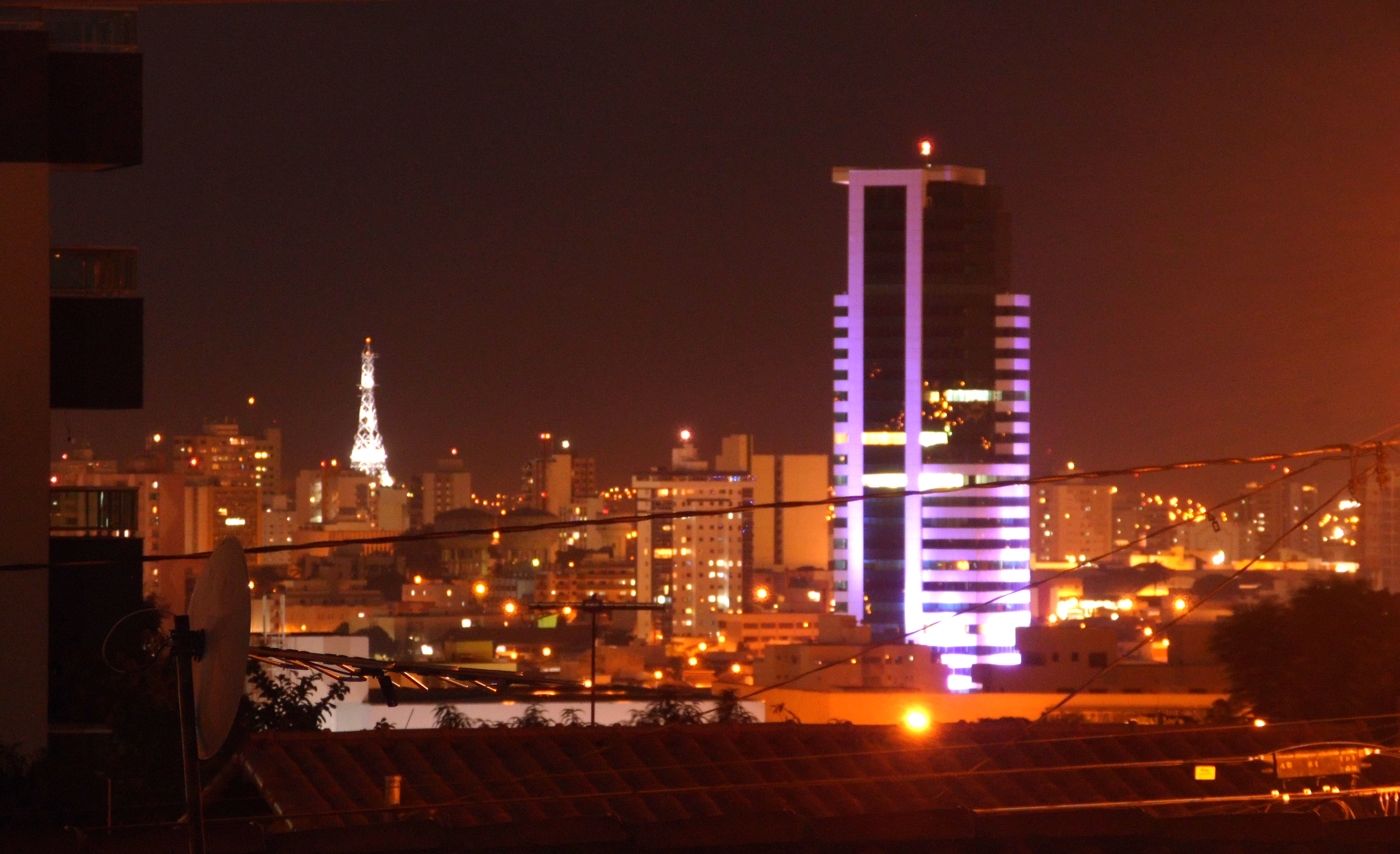
Vista da UBT (Uberlândia Business Tower) e parte da região central de Uberlândia

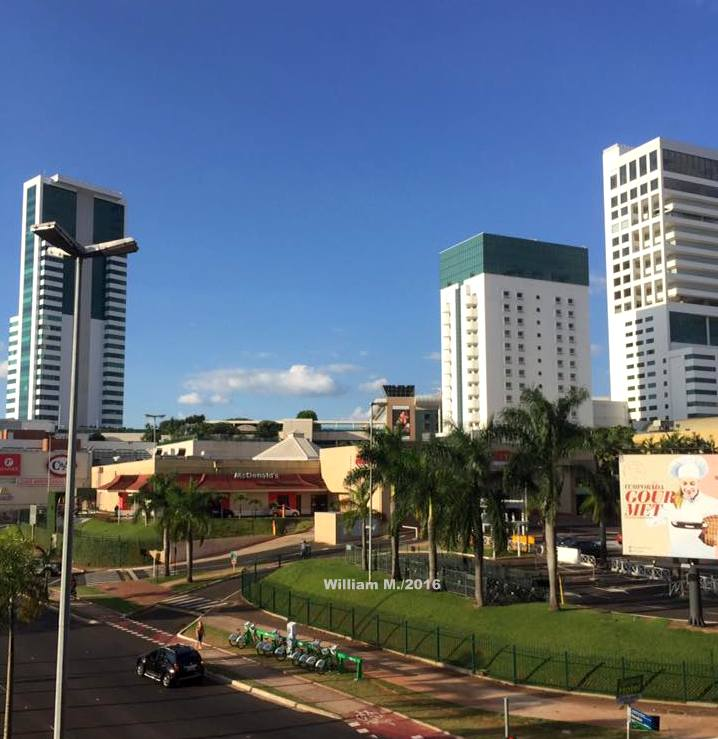
Center Shopping, o maior complexo de compras de Uberlândia e de todo o interior de Minas Gerais

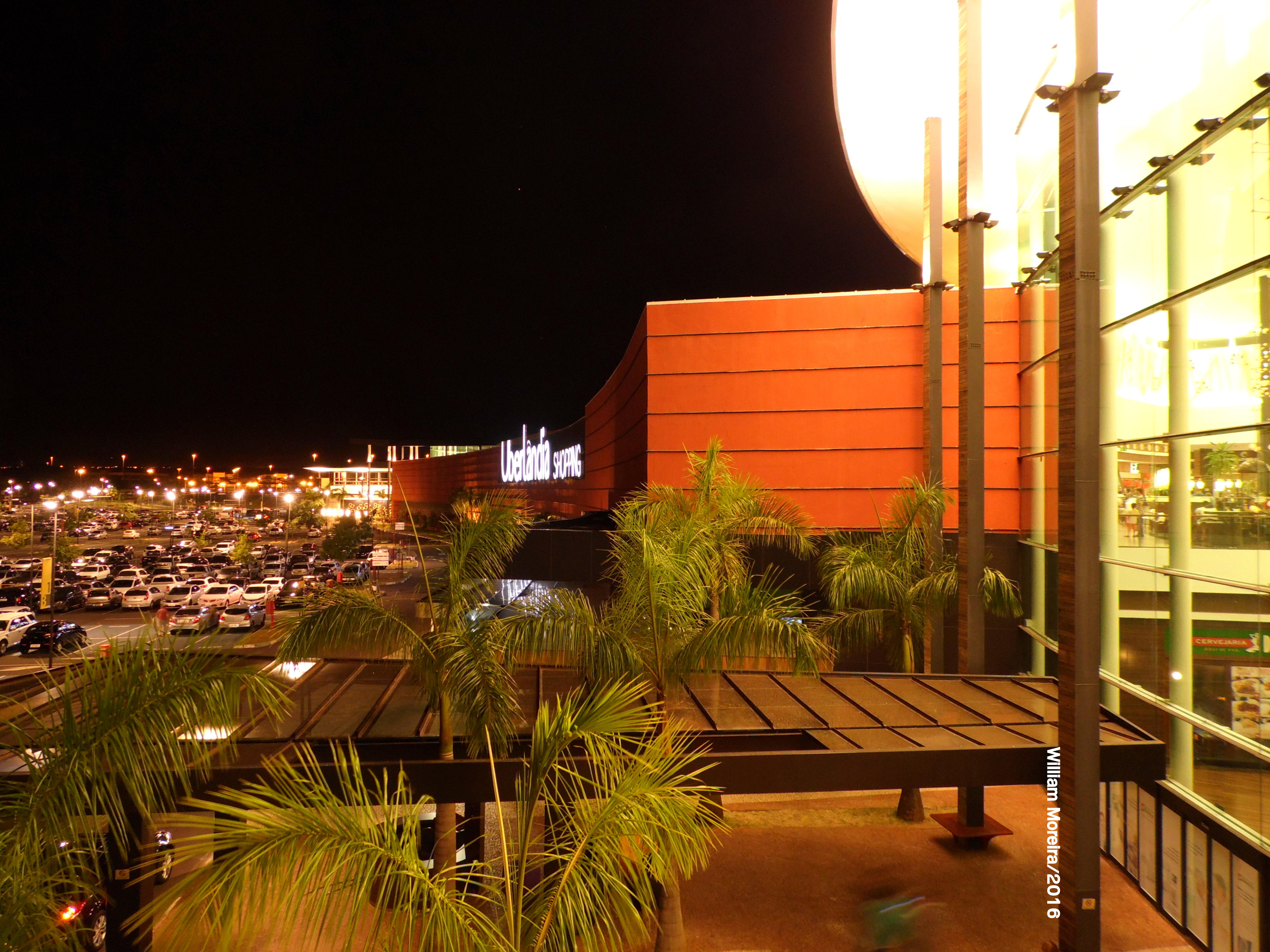
Uberlândia Shopping, o maior da zona sul, e o segundo maior da cidade

O produto interno bruto (PIB) de Uberlândia é o 27º maior do Brasil, destacando-se na área de prestação de serviços. De acordo com os dados do IBGE de 2008, o município possuía 14 270 392,490 mil reais no seu Produto Interno Bruto. Desse total, 2 003 554 mil são de impostos sobre produtos líquidos de subsídios. O PIB per capita é de 22 926,50 reais.
A agricultura é o setor menos relevante da economia de Uberlândia. De todo o PIB da cidade, 271 271 mil reais é o valor adicionado bruto da agropecuária. Segundo o IBGE, em 2008 o município possuía um rebanho de 205 709 bovinos, 619 464 suínos, 6 169 equinos, 762 caprinos, 78 bufalinos, 319 asinos, 541 muares, 4 633 ovinos, 378 coelhos e 5 798 617 aves, dentre estas 2 480 000 galinhas e 3 318 617 galos, frangos e pintinhos. Em 2008, a cidade produziu 48 900 mil litros de leite de 31 623 vacas. Foram produzidos 50 068 mil dúzias de ovos de galinha e 1 400 quilos de mel de abelha. Na lavoura temporária, são produzidos, principalmente, o milho (140 400 toneladas), a soja (138 330 toneladas) e a cana-de-açúcar (28 500 toneladas).
A indústria, atualmente, é o segundo setor mais relevante para a economia uberlandense. 2 729 956 mil reais do PIB municipal são do valor adicionado bruto da indústria (setor secundário). Uma importante parcela de participação do setor secundário municipal é oriunda do Distrito Industrial Guiomar de Freitas Costa, localizado na zona norte da cidade. Nele, estão as principais indústrias da cidade, inclusive instalações de algumas das maiores empresas do Brasil e ainda multinacionais, como Cargill Agrícola, Casas Bahia, Algar Telecom (antiga CTBC), Monsanto, Petrobras, Sadia, Souza Cruz e Coca-Cola.
Uberlândia conta também com a AmBev, que tem um centro de distribuição na zona oeste e uma fábrica, planejada para ser a maior do mundo, localizada na zona rural do extremo sudeste da cidade.
7 479 038 mil reais do PIB municipal são de prestações de serviços (terciário). O setor terciário atualmente é a maior fonte geradora do PIB uberlandense. De acordo com o IBGE, a cidade possuía, no ano de 2008, 21 492 empresas e 339 922 trabalhadores, sendo 183 888 pessoal ocupado total e 156 034 ocupado assalariado. Salários juntamente com outras remunerações somavam 2.358.463 reais e o salário médio mensal de todo município era de 2,9 salários-mínimos.
Uberlândia conta com alguns dos maiores shopping centers da região do Triângulo Mineiro, como o Center Shopping e o Pátio Sabiá, na Zona Leste; o Uberlândia Shopping, Pátio Vinhedos, Village Altamira e o Griff Shopping, na Zona Sul; e o Pratic Shopping, na região central. Assim como no resto do país, o maior período de vendas em Uberlândia, é o Natal.

### Turismo de negócios
Uberlândia integra o circuito turístico do Triângulo Mineiro e se destaca na área de turismo de negócio em escala nacional e no turismo comercial em âmbito regional. Recentemente a cidade foi classificada pela International Congress and Convention Association (ICCA) (a principal entidade do segmento de turismo e eventos internacionais) como uma das cidades brasileiras que mais sedia eventos internacionais, ficando na nona posição. Entre as doze cidades melhores colocadas, Uberlândia é a única que não é capital, e superada apenas por grandes centros como São Paulo, Rio de Janeiro, Belo Horizonte e Brasília. Anualmente são realizados na cidade centenas de eventos de várias partes do país e até de outros países.
Um estudo feito por entidades revelou que o turismo é o maior gerador de oportunidade de trabalho mundial com mais de 200 milhões de empregos, além de ter grande relevância no PIB e atingir diretamente cerca de 50 setores da economia. E dentre os segmentos, o turismo de eventos é considerado como o que mais cresce no mundo, movimentando US$ 4 trilhões anualmente. Em Uberlândia, 17% das empresas que realizam eventos, 50% são de grande porte e em 82% dos eventos o público-alvo são os funcionários das empresas.

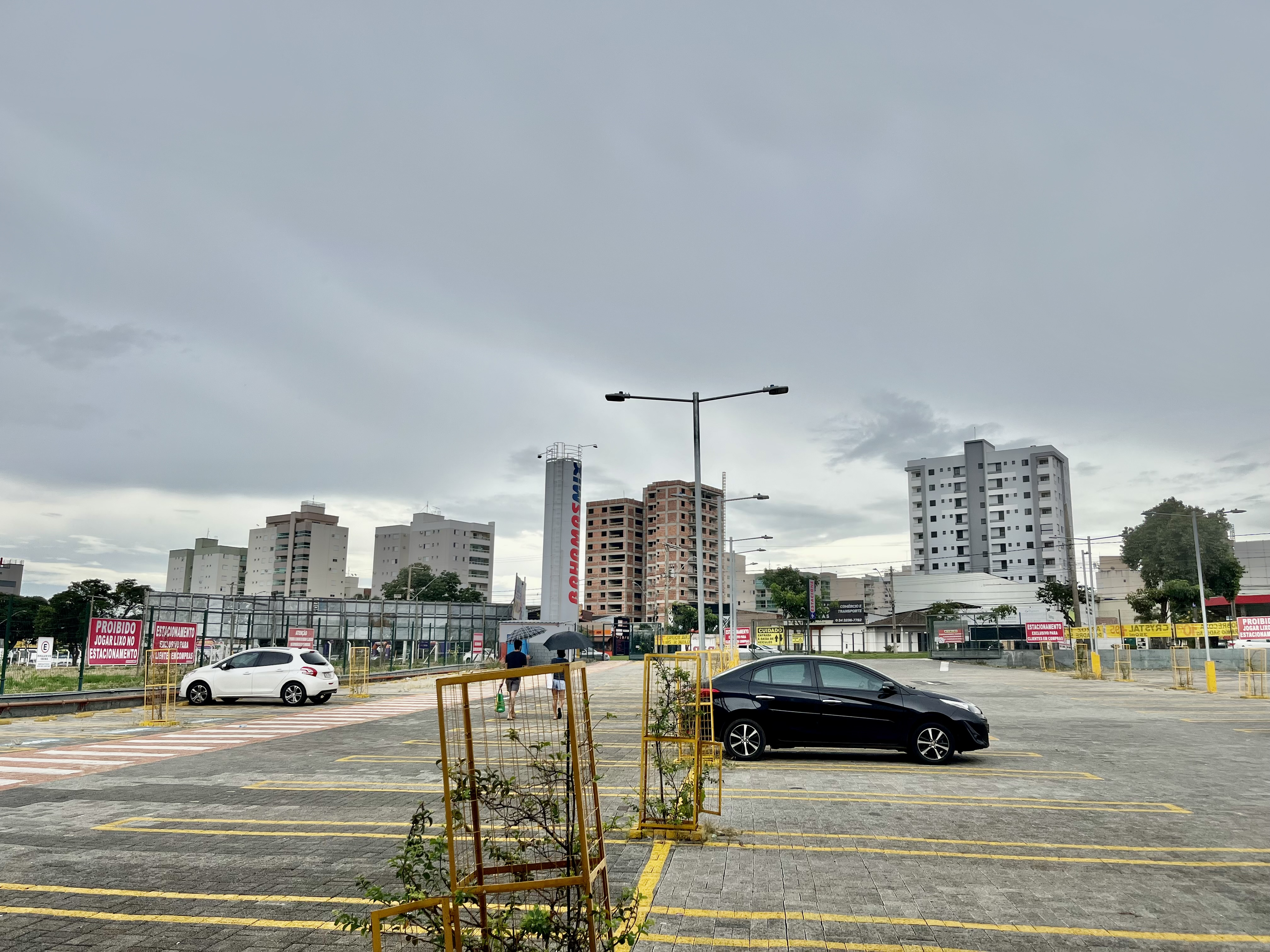
Parte do bairro Jardim Finotti, hoje integrado ao bairro Santa Mônica, na Zona Leste. Visto do bairro Carajás (Zona Sul).

## Estrutura urbana
Uberlândia conta com boa infraestrutura. No ano de 2000, a cidade tinha 144 461 domicílios entre apartamentos, casas, e cômodos. Desse total, 93 233 eram imóveis próprios, sendo 69 040 próprios já quitados (47,79%), 24 193 em aquisição (16,75%) e 37 358 alugados (25,86%); 13 507 imóveis foram cedidos, sendo 2 599 por empregador (1,80%) e 10 908 cedidos de outra maneira (7,55%). 363 foram ocupados de outra forma (0,25%). O município conta com água tratada, energia elétrica, esgoto, limpeza urbana, telefonia fixa e telefonia celular. Em 2000, 97,68% dos domicílios eram atendidos pela rede geral de abastecimento de água; 97,38% das moradias possuíam coleta de lixo e 96,10% das residências possuíam escoadouro sanitário. No ano de 2009 a ONU reconhece Uberlândia, como a ser a primeira cidade com acessibilidade no Brasil.

### Saúde

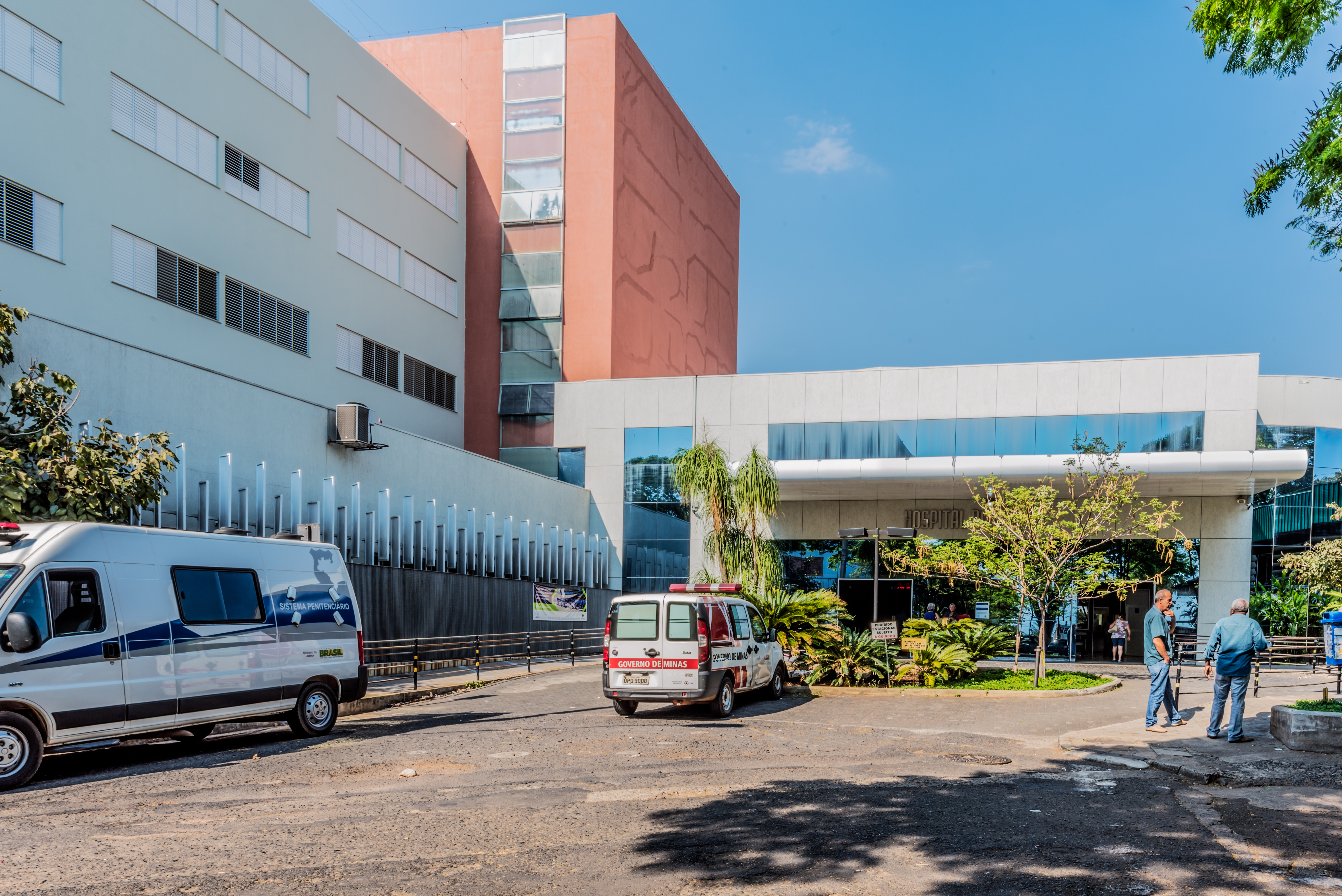
Hospital do Câncer, no Campus Umuarama da Universidade Federal de Uberlândia, na Zona Leste da cidade.

Segundo o índice de desempenho do Sistema Único de Saúde (IDSUS), em 2010 Uberlândia possuía a nota 5,32, o 4º pior índice no grupo de cidades semelhantes em que foi inserida, além de estar abaixo da média do estado (5,87) e do Brasil (5,46).
Em 2005, o município possuía 198 estabelecimentos de saúde, sendo 64 deles privados e 134 públicos entre hospitais, pronto-socorros, postos de saúde e serviços odontológicos. Neles, a cidade possui 944 leitos para internação, sendo 420 privados e 524 privados. Na cidade, existem doze hospitais gerais, sendo dois públicos e dez filantrópicos. Uberlândia conta ainda com 1 261 técnicos de enfermagem, 963 auxiliares de enfermagem, 937 cirurgiões dentistas, 885 clínicos gerais, 498 pediatras, e 2 698 distribuídos em outras categorias, totalizando 7 242 profissionais de saúde. No ano de 2008, foram registrados 8 160 nascidos vivos, sendo que 10,2% nasceram prematuros, 88,2% foram de partos cesarianos e 15,5% foram de mães entre 10 e 19 anos (0,7% entre 10 e 14 anos). A Taxa Bruta de Natalidade é de 13,1.
Um dos primeiros hospitais públicos de Uberlândia foi a Santa Casa de Misericórdia. Sua primeira diretoria tomou posse em 1 de janeiro de 1908. A cidade é considerada como referência em saúde para a região do Triângulo Mineiro, Alto Paranaíba, Noroeste de Minas e Sul Goiano, contando com mais de uma dezena de hospitais, tanto privados como públicos, como o Hospital das Clínicas (SUS/UFU); Unidade de Atendimento Integrado (UAIs) administradas pela Missão Sal da Terra e pela SPDM (Associação Paulista para o Desenvolvimento da Medicina), localizadas em sete bairros da cidade, além de uma UPA (Unidade de Pronto Atendimento), na zona sul (antiga UAI São Jorge); Hospital Santa Marta (cirurgias e atendimento pelo SUS); Hospital do Câncer (SUS). A cidade também conta com o Hospital e Maternidade Municipal,  também na zona sul, que possui 258 leitos para assistência de média complexidade, pediatria e maternidade. São 40 salas de UTI individuais e 12 UTIs neonatal, além de integrar a Rede de Atenção em Saúde.

### Educação

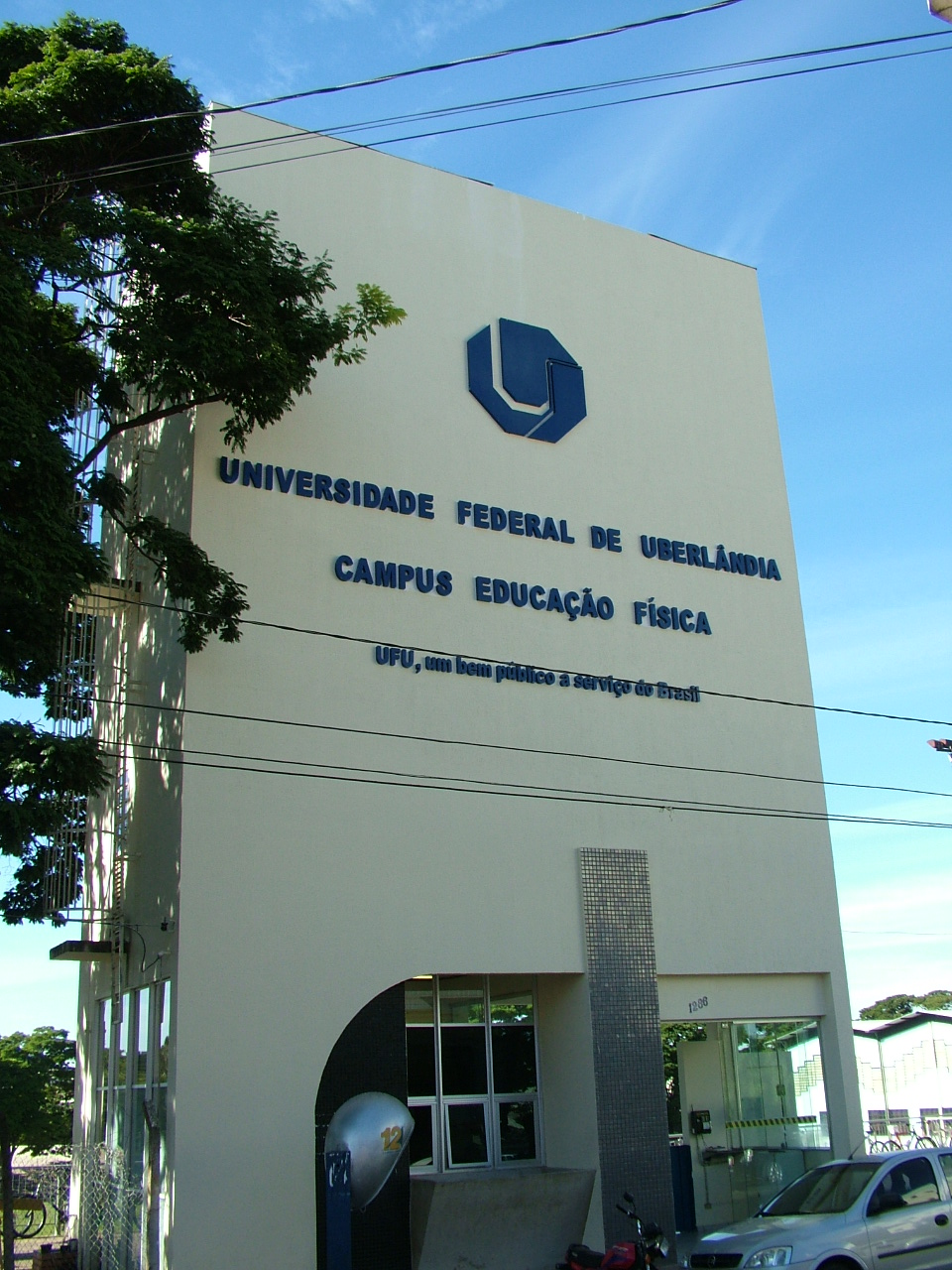
Campus de Educação Física da Universidade Federal de Uberlândia

Uberlândia conta com escolas em todas as regiões do município. Devido à intensa urbanização os poucos habitantes da zona rural têm fácil acesso a escolas em bairros urbanos próximos. A educação nas escolas municipais tem um nível inferior ao das escolas estaduais, mas a prefeitura está criando estudos para tornar a educação pública municipal ainda melhor, de modo a conseguir melhores resultados no IDEB. O município em 2008 contava com aproximadamente 18.493 matrículas, 1.149 docentes e 67 escolas nas redes públicas e particulares. A primeira escola pública da cidade foi a Escola Estadual Bueno Brandão, criada pelo então governador Júlio Bueno Brandão e autorizada pelo decreto-lei nº 3200 de 20 de junho de 1911. A escola iniciou suas atividades em 1 de fevereiro de 1915 e completou seu centenário em 20 de junho de 2011.
Em julho de 2015 a rede municipal contava com 54 escolas: A cidade também conta com várias faculdades e uma universidade federal, a Universidade Federal de Uberlândia (UFU), tendo uma população universitária de aproximadamente cinquenta mil estudantes. Foi inicialmente autorizada a funcionar em 14 de agosto de 1969 pelo decreto-lei nº 762 e se tornou uma universidade federal através da Lei nº 6.532, de 24 de maio de 1978. Uberlândia, além de um campus do Instituto Federal do Triângulo Mineiro (Antiga Escola Agrotécnica), situada na Zona Rural, oferece cursos técnicos semestralmente e cursos superiores. Também conta com uma das maiores universidades particulares do estado, a Faculdade Pitágoras, representada pela UNIMINAS.
| Ensino pré-escolar | 11 885 | 907   | 158 |
| Ensino fundamental | 80 993 | 4 247 | 179 |
| Ensino médio       | 19 187 | 1 197 | 47  |

### Criminalidade e segurança pública
Como na maioria dos municípios médios e grandes brasileiros, a criminalidade é um problema também em Uberlândia. Em 2006, a taxa média de homicídios no município foi de 18,2 para cada 100 mil habitantes. O índice de óbitos por arma de fogo, que era de 4,6 em 2002, pulou para 11,7 em 2003, sendo de 12,4 e 10,0 em 2004 e 2005, respectivamente, voltando a subir em 2006, ficando em 12,0 neste ano. A taxa de óbitos por acidentes de trânsito, que era de 121 em 2002, cresceu para 147 em 2006. Uberlândia também ocupa a 128ª posição das 256 cidades brasileiras com população superior a 100 mil habitantes que tiveram o maior número de ocorrências envolvendo o uso, porte e tráfico de drogas. Em 2005, foram registradas 213 ocorrências deste tipo de crime na cidade, o que resultou em uma média de 36,4 para cada grupo de 100 mil moradores. Segundo a Polícia Militar de Minas Gerais (PMMG), grande parte dos assassinatos que ocorrem na cidade (78%) envolve gangues que estão disputando o tráfico de drogas.
Para combater essas altas taxas e índices de criminalidade no município, a prefeitura, juntamente com a Polícia Militar, está fazendo diversos investimentos na segurança pública. Entre 2006 e 2009, a região recebeu 245 viaturas policiais e 984 homens ingressaram na Polícia Militar. Também foi feito o reforço do combate ao narcotráfico. E esses investimentos vêm mostrando resultados positivos. Segundo Gilmar Souza de Freitas, chefe da 9ª Região Integrada de Segurança Pública (Risp), em 2005 foram registradas 48 951 ocorrências criminais na região. Já em 2009, esse número baixou para 37 152.

### Serviços e comunicação

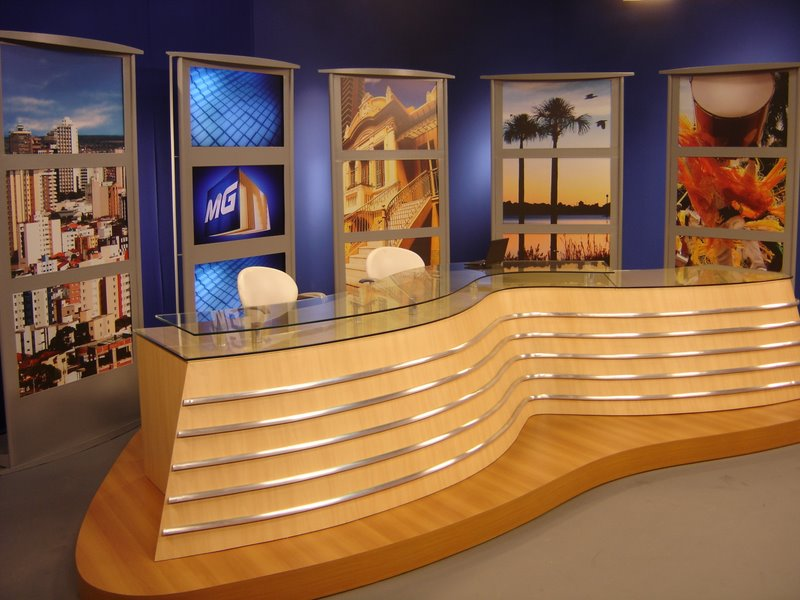
Antigo cenário do MGTV da TV Integração Uberlândia, em 2009

O serviço de abastecimento de água de toda a cidade é feito pela Departamento Municipal de Água e Esgoto (DMAE). As metas de segurança e qualidade possuem, como base, as metas do Ministério da Saúde. A qualidade da água de Uberlândia é atestada pelo levantamento de 80 parâmetros, realizado mensalmente pelo laboratório Bioagri Ambiental. Já a coleta de esgoto é realizada pela própria prefeitura. Sendo no ano de 2012 a cidade escolhida pelo Instituto Trata Brasil para ser modelo de gestão em saneamento. No município, assim como em todo o estado de Minas Gerais, o serviço de abastecimento de energia elétrica é feito pela Companhia Energética de Minas Gerais (Cemig). No ano de 2003, existiam 194 018 consumidores e foram consumidos 1 058 828 354 KWh de energia. A cidade conta ainda com serviços de internet discada e banda larga (ADSL) sendo oferecidos por diversos provedores de acesso gratuitos e pagos. O serviço telefônico móvel, por telefone celular, é oferecido por diversas operadoras. A cidade também é coberta por conexões de dados móveis 3G e 4G. O código de área (DDD) de Uberlândia é 034 e o Código de Endereçamento Postal (CEP) da cidade vai de 38.400-000 a 38.415-999. No dia 12 de janeiro de 2009 o município passou a ser servido pela portabilidade, juntamente com toda a Zona da Mata mineira, Campo das Vertentes e outras cidades de DDD 16 (interior de São Paulo), 41 (Paraná), 34 e 35 (Minas Gerais) e 74 (Bahia). A portabilidade é um serviço que possibilita a troca da operadora sem a necessidade de se trocar o número do aparelho.
O município conta ainda com jornais em circulação. No ano de 2004, eram quatro no total. Atualmente, os principais são o Correio de Uberlândia, a Gazeta de Uberlândia, e o Tudo Já. Em 2013, existiam mais de seis emissoras de rádio, de acordo com a Associação Mineira de Rádio e TV e a Telecomunicações de Minas Gerais S.A. São, algumas delas, a América AM 580; a Cultura FM 95,1; a Paranaíba FM 100,7; a Clube FM 98,7; a Rádio Mix FM 106,5 e a Líder FM 93,1. O município recebe também sinal de diversas emissoras de televisão. A primeira na cidade foi a Rede Integração, antiga TV Triângulo. Desde 16 de março de 2009, a cidade é atendida pela transmissão digital.

### Transportes

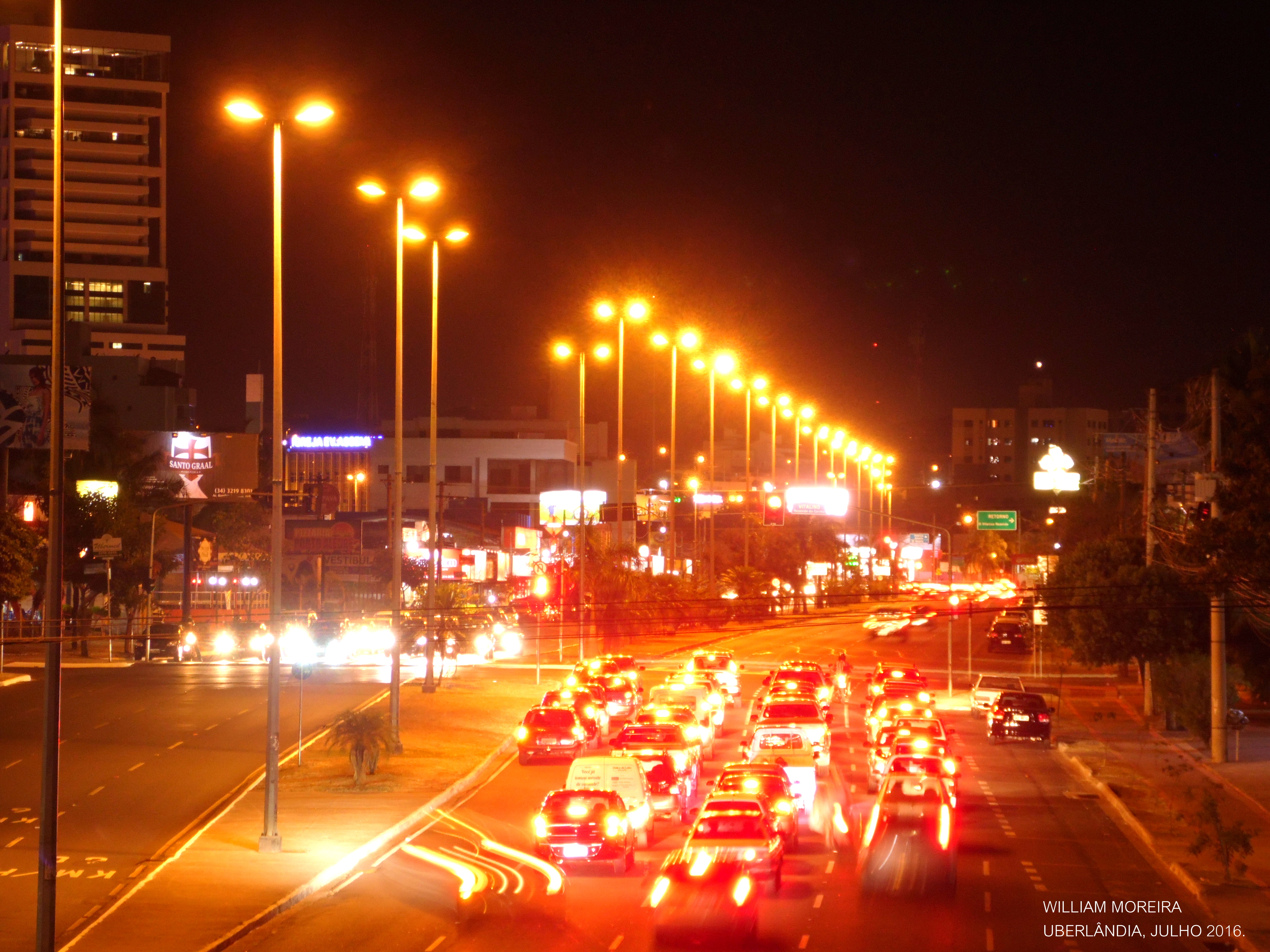
Avenida Rondon Pacheco, a principal via arterial da cidade de Uberlândia

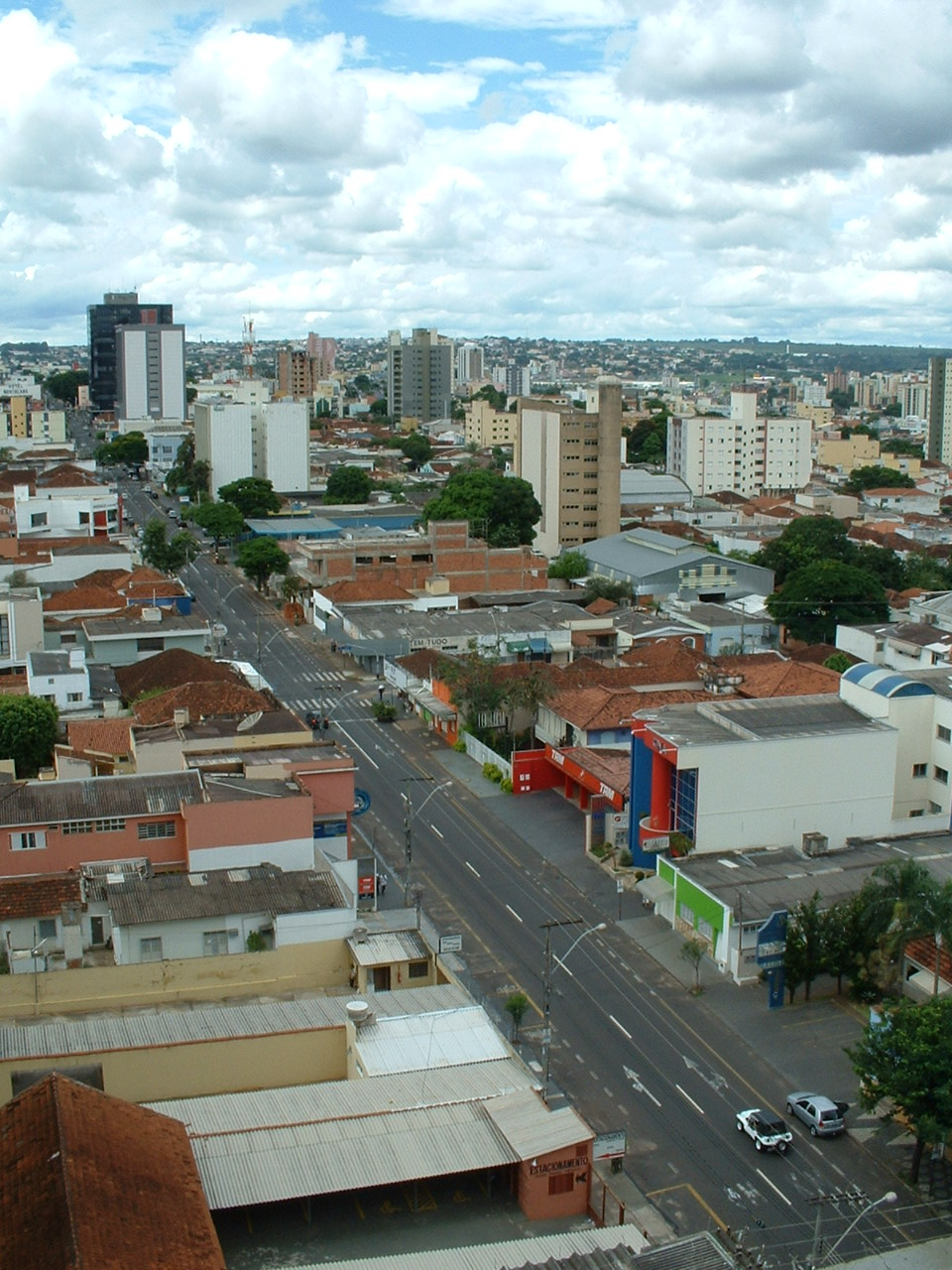
Avenida Cesário Alvim, importante logradouro da cidade, que corta a Região Central e a Zona Leste de Uberlândia.

O sistema de ônibus é composto por cinco terminais estrategicamente localizados nos principais bairros da cidade, devidamente interligados por ônibus expressos. Além da interligação por ônibus expressos, onde os trajetos são desprovidos de paradas intermediárias, os terminais são providos de ônibus alimentadores, que compõem a ramificação secundária deste sistema de transporte de massas. A cidade também possui treze corredores ou estações de ônibus localizados nos principais pontos da Avenida João Naves de Ávila, interligando dois terminais em um trajeto de dez quilômetros (nessa avenida também há os ônibus expressos que não param nas estações) tal ligam: o Terminal Central ao Terminal Santa Luzia, a linha expressa E131 e a linha parador T131. Atualmente a cidade recebeu três novas empresas de transporte, São Miguel, Sorriso de Minas e Auto Trans, com ônibus novos. A cidade possui vinte e seis ônibus expressos e semiexpressos que trafegam todos os dias em Uberlândia transportando milhares de passageiros pelo Sistema Integrado de Transportes (SIT).

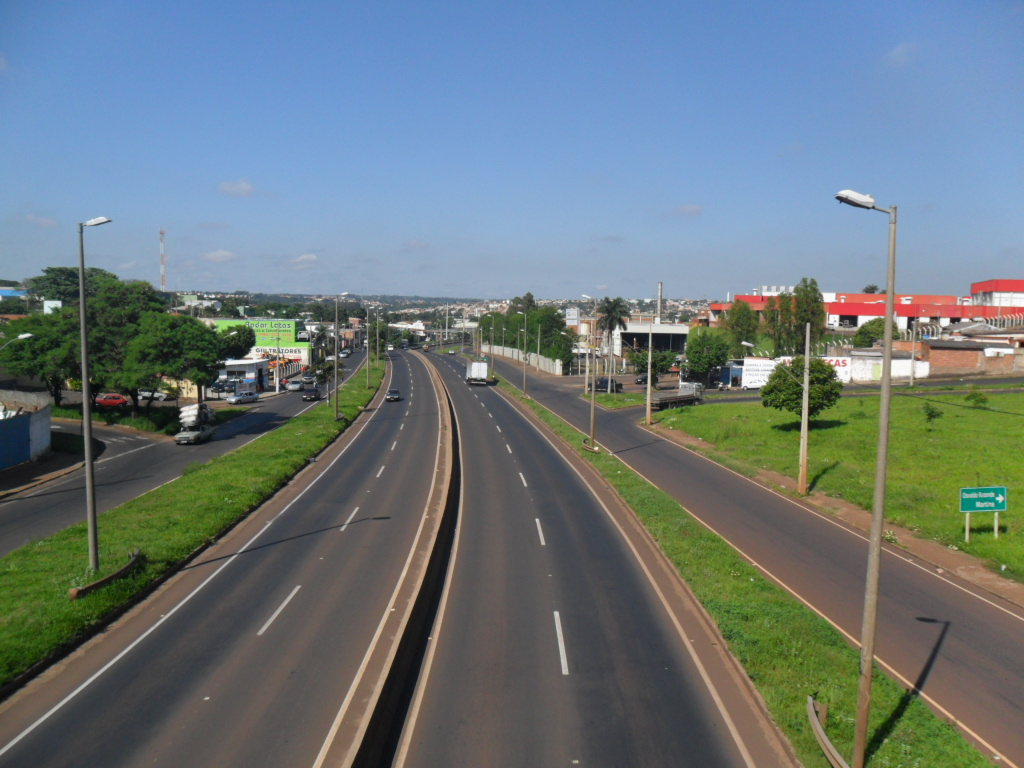
Trecho da BR-365 em Uberlândia

A frota municipal no ano de 2010 era de 291 318 veículos, sendo 167 795 automóveis, 9 795 caminhões, 2 935 caminhões trator, 16 781 caminhonete, 873 micro-ônibus, 77 612 motocicletas, 13 951 motonetas, 1 440 ônibus e 136 tratores de roda. As avenidas duplicadas e pavimentadas e diversos semáforos facilitam o trânsito da cidade, mas o crescimento no número de veículos nos últimos dez anos está gerando um tráfego cada vez mais lento de carros, principalmente na Sede do município - onde às vezes o congestionamento em algumas grandes vias chega a 2,5 km. Além disso, tem se tornado difícil encontrar vagas para estacionar no centro comercial da cidade, o que vem gerando alguns prejuízos ao comércio. A Secretaria de Trânsito e Transportes (SETTRAN) é o órgão municipal responsável pelo sistema de trânsito e de transporte da cidade. Ela regulamenta e regulariza o sistema de transporte público, gerencia o trânsito e, através de seus Agentes de Trânsito, aplica autuações aos motoristas que cometem infrações de trânsito. O município possui fácil acesso à BR-050 para Uberaba e São Paulo ao sul (sendo duplicada até São Paulo) e Araguari, Catalão/GO e Brasília/DF ao norte; BR-267 para Porto Murtinho/MS; BR-365 para Ituiutaba, Patrocínio, Patos de Minas, Pirapora e Montes Claros; BR-452 para Rio Verde/GO, Itumbiara/GO, Araxá e Belo Horizonte; e BR-497 para Prata, Campina Verde e Iturama. Além disso, tem acesso às rodovias de importância estadual e até nacional através de rodovias vicinais pavimentadas e com pista dupla.
A cidade também possuía duas históricas estações ferroviárias: a Estação Uberabinha (na zona urbana) e do Sobradinho (na zona rural), sendo que essa última foi tombada como Patrimônio Histórico Municipal pelo Decreto nº 10.228 de 31 de março de 2006. Atualmente, a cidade somente possui em atividade, a atual Estação Ferroviária de Uberlândia (localizada também na zona urbana), por onde trafegam os trens cargueiros. Todas as estações pertenciam à Companhia Mogiana de Estradas de Ferro e estas foram as grandes responsáveis pelo crescimento do município no mercado regional e nacional, porém, após o rebaixamento do café na região do triângulo mineiro e do crescente aumento do transporte rodoviário, o transporte ferroviário de passageiros sofreu um colapso e enfrentou forte concorrência, obrigando as empresas a aperfeiçoarem seus serviços. No início dos anos 1970, as linhas da Mogiana foram absorvidas pela estatal paulista FEPASA, dentre elas a Linha do Catalão e a Variante Ômega-Araguari, que estando interligadas, atravessam Uberlândia e a ligam às cidades de Araguari e Uberaba. O transporte ferroviário de passageiros cessou suas atividades na cidade em 1997, ainda sob o comando da FEPASA e no ano seguinte, ambas as linhas foram privatizadas para o transporte de cargas e atualmente se encontram sob concessão da Ferrovia Centro-Atlântica.

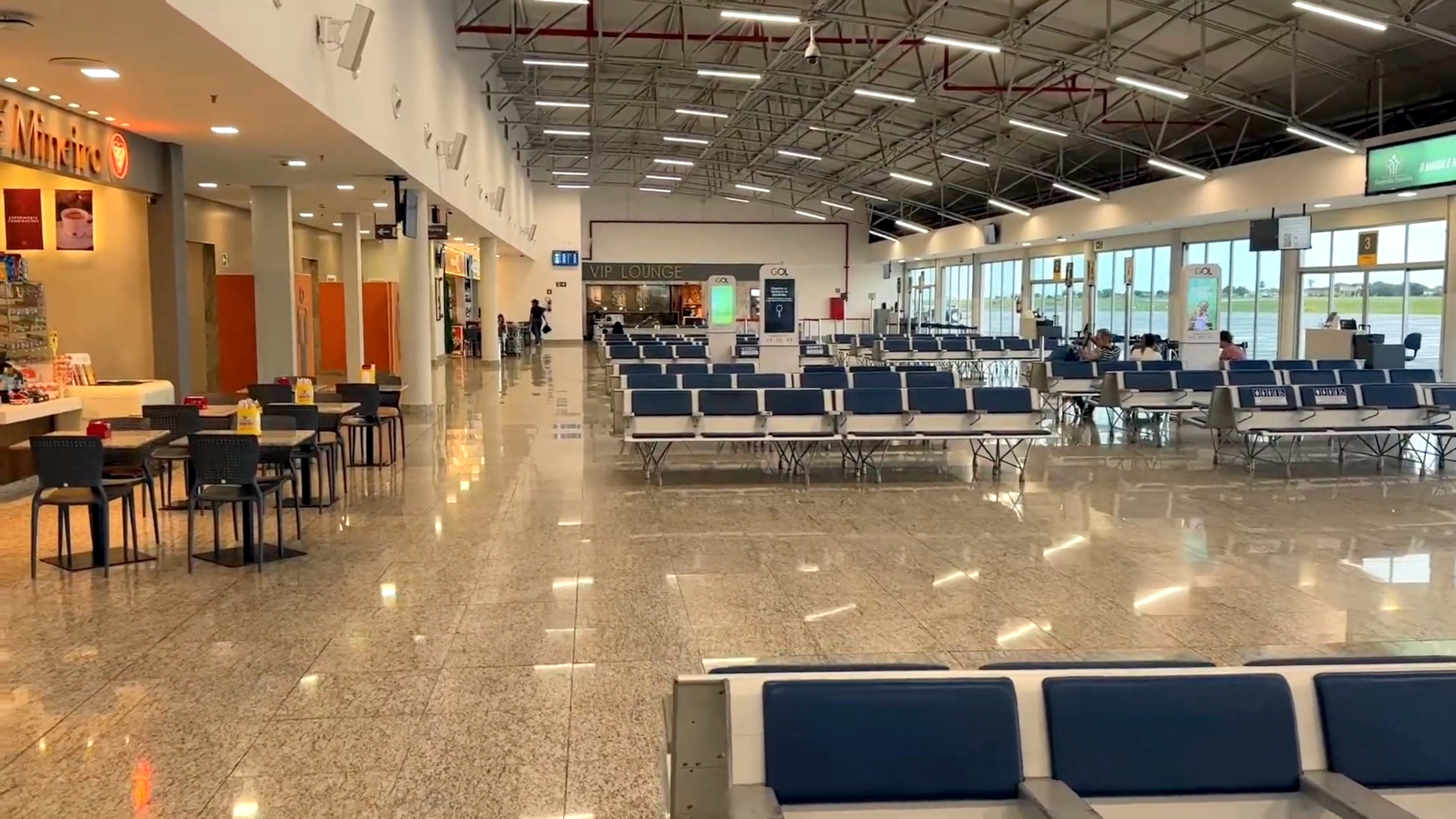
Vista a partir da sala de embarque do Aeroporto de Uberlândia.

Uberlândia possui o Aeroporto Tenente Coronel Aviador César Bombonato, conhecido simplesmente por Aeroporto de Uberlândia. É o terceiro maior aeroporto de Minas Gerais e o 27º do Brasil em número de passageiros transportados e possui capacidade para atender mais de 600 mil passageiros por ano e aviões de porte maior, como o Airbus A320 e o Boeing 737, após a reforma realizada em 2005. O aeroporto fechou o ano de 2011 com um movimento 907.169 passageiros. Em 2012 passou de 1 milhão de passageiros. O aeroporto opera com voos diretos apenas para 4 cidades brasileiras, sendo elas: Belo Horizonte, Campinas, Guarulhos e São Paulo. Operam no aeroporto diversas empresas, como a LATAM, Gol Linhas Aéreas e Azul Linhas Aéreas.

## Cultura e lazer

### Espaços culturais
A cidade conta com um rico patrimônio cultural. Possui 19 bens tombados, sendo alguns deles a Praça Tubal Vilela, tombada como Patrimônio Histórico Municipal pelo Decreto nº 9.676, de 22 de novembro de 2004, sendo parte dos projetos urbanísticos elaborados no final do século XIX objetivando a construção de uma cidade moderna; a Igreja de Nossa Senhora do Rosário, tombada pela Lei nº 4.263 de 9 de dezembro de 1985, conhecida por ser o prédio religioso mais antigo no espaço urbano de Uberlândia, tendo suas obras iniciadas em 1893; Igreja do Espírito Santo do Cerrado, registrada pela Lei Municipal nº 5.207, de 27 de fevereiro de 1991, foi projetada em 1975 pela arquiteta Lina Bo Bardi a pedido do Frei Egydio Parisi e o Frei Fúlvio; dentre outros.
O Museu Municipal de Uberlândia fica localizado no Centro da cidade, na Praça Clarimundo Carneiro. O mesmo foi sede da Prefeitura da cidade e também abrigou a Câmara Municipal. Totalmente reformado, hoje é palco de importantes trabalhos e é onde são realizados diversos projetos culturais.

### Eventos
A cidade também organiza diversas festas e eventos, realizados muitas vezes em locais públicos. São os mais tradicionais o carnaval, que primitivamente era onde se cantava de tudo: valsas, marzurcas, xotes, porém a grande atração era a catira. Atualmente, além de bailes de clubes, o município conta ainda com a participação de quatro escolas de samba — Tabajara, Acadêmicos do Samba, Garotos do Samba, Unidos do Chatão — e dos blocos "Axé" e "Unidos de São Gabriel", que realizam o Carnaval de rua em Uberlândia. Também se destacam as Festas Juninas, muito comemoradas durante o mês de junho, em louvor a três santos: Santo Antônio, no dia 13; São João Batista, no dia 24; e São Pedro, no dia 29. Na cidade, as Festas Juninas, a cada ano, se estendem mais e mais pelo mês de julho. São as chamadas Festas Julinas. São consumidos alimentos churrascados, como a batata-doce e castanha de caju, além das comidas típicas juninas, derivadas principalmente do milho, amendoim e mandioca. Ainda no campo das tradições, no município se destaca o "Congado de Uberlândia", que, ainda no tempo da escravatura, um grupo de negros escravos se reunia no mato e cantavam e dançavam em louvor a sua santa protetora, Nossa Senhora do Rosário. Por volta de 1874 começou o movimento do Congado em Uberlândia. Com o passar dos anos, eles sentiram a necessidade de realizar a Festa do Congado na cidade. Os negros vinham em carros de bois e se agrupavam de baixo de uma grande árvore, onde hoje se encontra a Praça Tubal Vilela. Depois eles seguiam por uma trilha até a Capela de Nossa Senhora do Rosário, construída de pau-a-pique e buritis, onde é hoje a Praça Doutor Duarte, e ali realizavam a Festa. Esta Capela foi construída por volta de 1880.
O carnaval que, além de bailes de clubes, conta ainda com a participação de quatro escolas de samba e blocos que realizam um carnaval de rua na cidade. Outro fato importante a ser destacado na cultura é o recente recorde mundial de violeiros alcançado pelo município em 28 de outubro de 2017 na Arena Sabiazinho, com a presença de 674 violeiros tocando ao mesmo tempo, reafirmando uma tradição na música sertaneja herdada por grandes nomes. O município possui destaque também no turismo de negócio em escala nacional.

### Culinária
O perfil de Uberlândia na área da culinária segue os padrões típicos da região do cerrado. Se destacam receitas como Arroz com suã, galinhada, molho de pequi, de mamão verde, guariroba, cambuquira, frango ao molho pardo, angu de milho verde, temperados com açafrão, colorau ou pimenta. São muitas vezes feitos com produtos naturais encontrados na própria região. São típicos da região também os doces do pau de mamão, cajuzinho do campo, ambrósia, ameixinha de queijo, geléia de mocotó e outros acompanhados de queijo fresco e requeijão caipira.

### Esportes

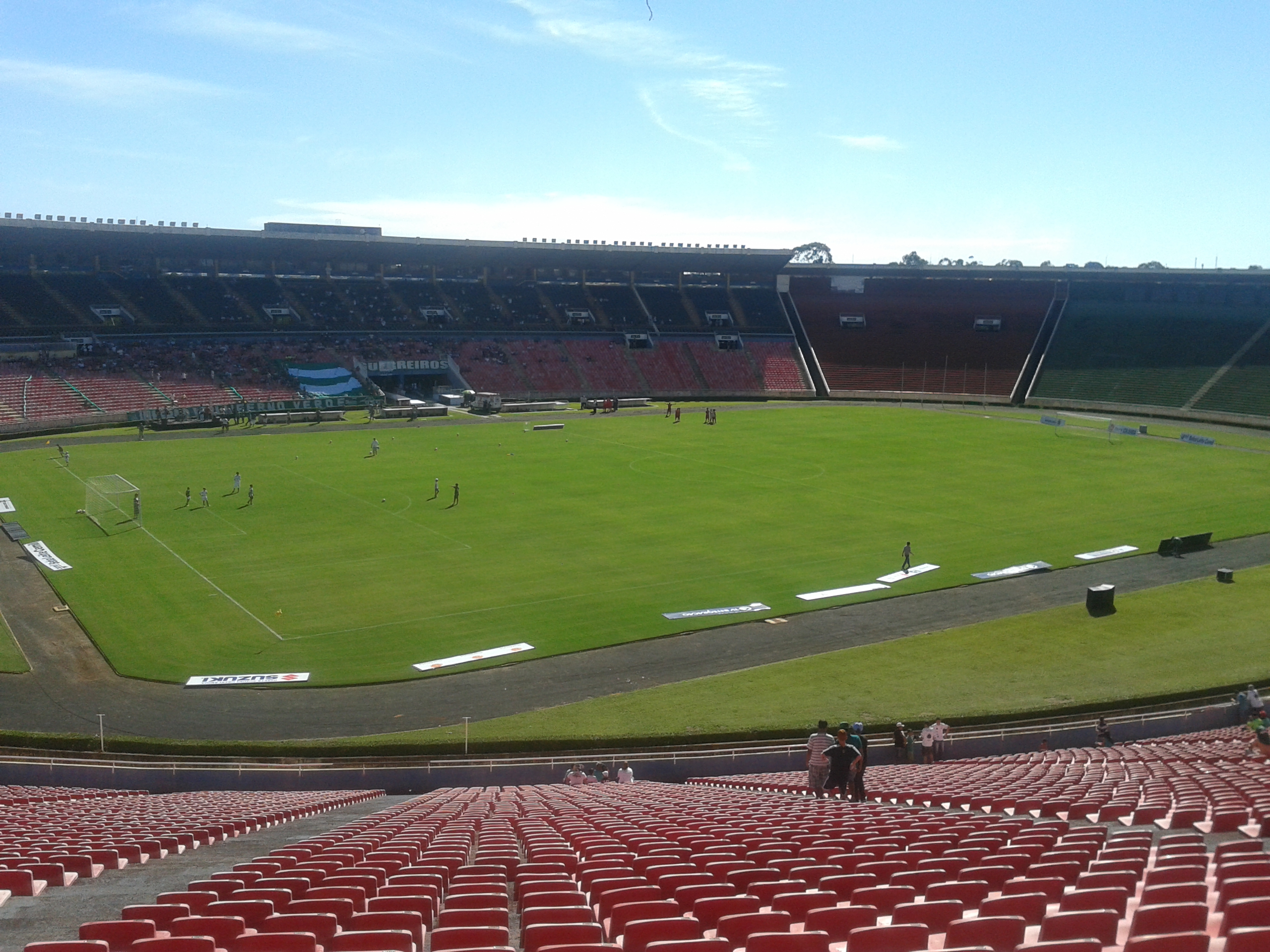
Estádio Municipal Parque do Sabiá, no Complexo Virgílio Galassi, Zona Leste de Uberlândia.

Assim como em grande parte do país, em Uberlândia o esporte mais popular é o futebol. O principal clube da cidade é o Uberlândia Esporte Clube, que foi fundado em 1 de novembro de 1922.[carece de fontes?] Manda seus jogos no Estádio Municipal Parque do Sabiá, fundado em 27 de maio de 1982 e que hoje conta com capacidade de até 53.350 pessoas. Entretanto o recorde de público foi na partida amistosa entre Brasil 7 x 0 Irlanda, sendo esse o primeiro jogo realizado, com público aproximado de 75.000 pessoas.
O município também se destaca em outros esportes como basquete, voleibol, rugby entre outros esporte individuais. No basquete, por exemplo, possui o Unitri/Uberlândia, equipe profissional de basquete formado em agosto de 1998, com a vinda do então técnico Ary Vidal. O ginásio utilizado pelo equipe é o Ginásio Homero Santos e a Arena Multiuso Tancredo Neves - Sabiazinho. A cidade também tem a equipe de voleibol feminino do Praia Clube, que disputa a liga nacional e manda seus jogos no ginásio Oranides Borges do Nascimento.  A cidade conta ainda com times de rugby, se destacando o Uberlândia Rugby Clube, fundado em 28 de fevereiro de 2010; futebol americano; hóquei em linha; futebol de salão (futsal); dentre outras equipes de diferentes modalidades esportivas.
A prefeitura disponibiliza diversas escolinhas de esportes no município. Nos chamados núcleos de esportes, foram oferecidas 15 mil vagas para crianças e adolescentes nas modalidades voleibol, basquete, handebol, futsal, natação, futebol, caratê, judô e atletismo. Os núcleos de esportes incentivam o acesso às atividades de iniciação e treinamento esportivo, como lazer e recreação, ou como preparação para competições. Em todos os núcleos existem quadras, campos de futebol, vestiários, sanitários e toda uma infra-estrutura propícia ao desenvolvimento do esporte comunitário. São oferecidas aulas de voleibol, basquete, handebol, futsal, natação, futebol, caratê, judô, atletismo e ginástica olímpica.

### Feriados
Em Uberlândia há quatro feriados municipais, oito feriados nacionais e três pontos facultativos. Os feriados municipais são: a Sexta-Feira Santa, celebrada sempre em março ou abril; o Corpus Christi, que sempre é realizado na quinta-feira seguinte ao domingo da Santíssima Trindade; o dia de Nossa Senhora da Abadia, em 15 de agosto; e o aniversário de emancipação do município juntamente com o dia de São Raimundo, em 31 de agosto. De acordo com a lei federal nº 9.093 de 12 de setembro de 1995, os municípios podem ter no máximo quatro feriados municipais, já incluso neste, a Sexta-Feira Santa.